# Draguignan
Ne pas confondre avec Gradignan, commune du département de la Gironde.
Draguignan est une commune française située dans le département du Var en région Provence-Alpes-Côte d'Azur.
Siège de la préfecture varoise de 1800 à 1974, elle est aujourd'hui la 2e ville administrative du Var après Toulon et la 5e ville du Var par sa population.
La commune est le lieu de localisation de deux Écoles militaires : l'École de l'infanterie et l'École de l'artillerie

## Géographie

### Localisation
Elle se trouve à la limite du Haut-Var. La ville a été nommée « Ville Porte du parc naturel du Verdon ».
La commune de Draguignan, qui s'étend sur 5 375 hectares environ, est située dans un large vallon d'orientation NO-SE, qui mesure environ 2 km de large.

### Géologie et relief

#### Géographie
| Ampus             | Châteaudouble | Figanières                  |
| Flayosc           | Draguignan    | La Motte                    |
| Lorgues, Taradeau | Les Arcs      | La Motte, Trans-en-Provence |

#### Reliefs
La ville est située à une altitude d'environ 200 m.
Elle est préservée des brusques rafales du mistral par le Malmont qui culmine à 550 m d'altitude.

### Hydrographie et eaux souterraines
Cours d'eau sur la commune ou à son aval, :
- le principal cours d'eau qui la traverse est la Nartuby, affluent de l'Argens. La Nartuby, rivière à truites, s'assèche en été à partir du hameau de Rebouillon ;
- ruisseaux le Réal, la Foux, la Tuilière ;
- vallons du Figueiret[4], des Prouits, de la Tunis, de la Riaille, des Gattières, des Corneirèdes.

Dans le cadre des politiques publiques de prévention des risques / plan de prévention du risque inondation, le Syndicat Mixte de l'Argens (SMA), créé en 2014, a validé un Programme d'actions et de préventions des inondations (PAPI). Dans ce cadre un projet de d'aménagement de la Nartuby est à l'étude, pour réduire le risque d'inondation.

### Climat
Pour des articles plus généraux, voir Climat de Provence-Alpes-Côte d'Azur et Climat du Var.
En 2010, le climat de la commune est de type climat méditerranéen franc, selon une étude du Centre national de la recherche scientifique s'appuyant sur une série de données couvrant la période 1971-2000. En 2020, Météo-France publie une typologie des climats de la France métropolitaine dans laquelle la commune est exposée à un climat méditerranéen et est dans la région climatique Var, Alpes-Maritimes, caractérisée par une pluviométrie abondante en automne et en hiver (250 à 300 mm en automne), un très bon ensoleillement en été (fraction d’insolation > 75 %), un hiver doux (8 °C) et peu de brouillards.
Pour la période 1971-2000, la température annuelle moyenne est de 14 °C, avec une amplitude thermique annuelle de 16,9 °C. Le cumul annuel moyen de précipitations est de 930 mm, avec 6,4 jours de précipitations en janvier et 2,1 jours en juillet. Pour la période 1991-2020, la température moyenne annuelle observée sur la station météorologique installée sur la commune est de 15,4 °C et le cumul annuel moyen de précipitations est de 865,0 mm. 
La température maximale relevée sur cette station est de 40,8 °C, atteinte le 27 juin 2019 ; la température minimale est de −8,8 °C, atteinte le 30 décembre 2005,,.
| Mois                                  | jan.          | fév.          | mars          | avril         | mai          | juin          | jui.          | août          | sep.          | oct.            | nov.            | déc.          | année     |
| ------------------------------------- | ------------- | ------------- | ------------- | ------------- | ------------ | ------------- | ------------- | ------------- | ------------- | --------------- | --------------- | ------------- | --------- |
| Température minimale moyenne (°C)     | 2             | 2,2           | 4,8           | 7,6           | 11,4         | 15,2          | 17,5          | 17,4          | 13,9          | 10,6            | 6               | 2,8           | 9,3       |
| Température moyenne (°C)              | 7,3           | 8,1           | 11            | 13,8          | 17,8         | 22,1          | 24,7          | 24,6          | 20,5          | 16,3            | 11,1            | 7,9           | 15,4      |
| Température maximale moyenne (°C)     | 12,6          | 14            | 17,2          | 20            | 24,2         | 28,9          | 31,8          | 31,8          | 27,1          | 21,9            | 16,2            | 12,9          | 21,6      |
| Record de froid (°C) date du record   | −7,8 26.01.05 | −8 07.02.12   | −6,8 02.03.05 | −1,1 03.04.22 | 4,2 07.05.10 | 5,8 01.06.06  | 10,1 16.07.00 | 10,1 23.08.07 | 4,1 27.09.20  | −3,1 30.10.1997 | −6,2 23.11.1998 | −8,8 30.12.05 | −8,8 2005 |
| Record de chaleur (°C) date du record | 22,7 10.01.15 | 25,2 03.02.20 | 27,1 22.03.02 | 29,5 07.04.11 | 35 21.05.22  | 40,8 27.06.19 | 40 19.07.23   | 40 24.08.23   | 34,9 01.09.19 | 33,7 09.10.23   | 25,3 14.11.23   | 22,6 06.12.01 | 40,8 2019 |
| Précipitations (mm)                   | 69,1          | 52,1          | 55,4          | 78,4          | 65,9         | 61,3          | 19,8          | 35            | 69,5          | 111,3           | 157,2           | 90            | 865       |

| Diagramme climatique                                  |           |             |           |              |              |              |            |              |               |            |           |
| J                                                     | F         | M           | A         | M            | J            | J            | A          | S            | O             | N          | D         |
| 12,6269,1                                             | 142,252,1 | 17,24,855,4 | 207,678,4 | 24,211,465,9 | 28,915,261,3 | 31,817,519,8 | 31,817,435 | 27,113,969,5 | 21,910,6111,3 | 16,26157,2 | 12,92,890 |
| Moyennes : • Temp. maxi et mini °C • Précipitation mm |           |             |           |              |              |              |            |              |               |            |           |

Les paramètres climatiques de la commune ont été estimés pour le milieu du siècle (2041-2070) selon différents scénarios d'émission de gaz à effet de serre à partir des nouvelles projections climatiques de référence DRIAS-2020. Ils sont consultables sur un site dédié publié par Météo-France en novembre 2022.

### Voies de communications
L'entrave à la communication par les gorges des plateaux a valorisé les échanges au sud de l'imposante barrière montagneuse. Sont nés à différentes époques, mais en liaison constante depuis l'Antiquité, les lieux-dits ou villes de Grasse, Fayence, Draguignan, Flayosc, Salernes, Tavernes. Le réseau de voies supposées les plus anciennes venant de Fayence passait devant la porte aiguière. De là vers l'ouest, elles pouvaient :
- aller vers Montferrat en direction d'Ampus et des gorges du Verdon, voire au-delà vers Moustier et Riez ;
- franchir la Nartuby à gué et gagner les replats et collines de Flayosc, Salernes, Tavernes vers la basse vallée de la Durance ;
- franchir la Nartuby au même gué et gagner Lorgues plus méridional, ce qui permet de rejoindre facilement la haute vallée de l'Argens et au-delà Aix ou un vieux lieu de pèlerinage, Saint-Maximin au nord du massif de la Sainte-Baume.

#### Voies routières actuelles
La ville de Draguignan n'est pas desservie par l'autoroute mais elle est reliée directement par la D 1555 à l'A8 (échangeur no 36 au Muy situé à 13 km).
Un itinéraire de contournement permet d'éviter le centre-ville depuis le sud en arrivant de Trans-en-Provence et d'accéder plus rapidement au centre hospitalier situé au nord de l'agglomération.
La ville est située à 869 km de Paris, 141 km de Marseille, 89 km de Nice, 86 km de Toulon, 30 km de Fréjus, 105 km de Digne-les-Bains et à environ 35 km du Golfe de Saint-Tropez.

#### Transport ferroviaire

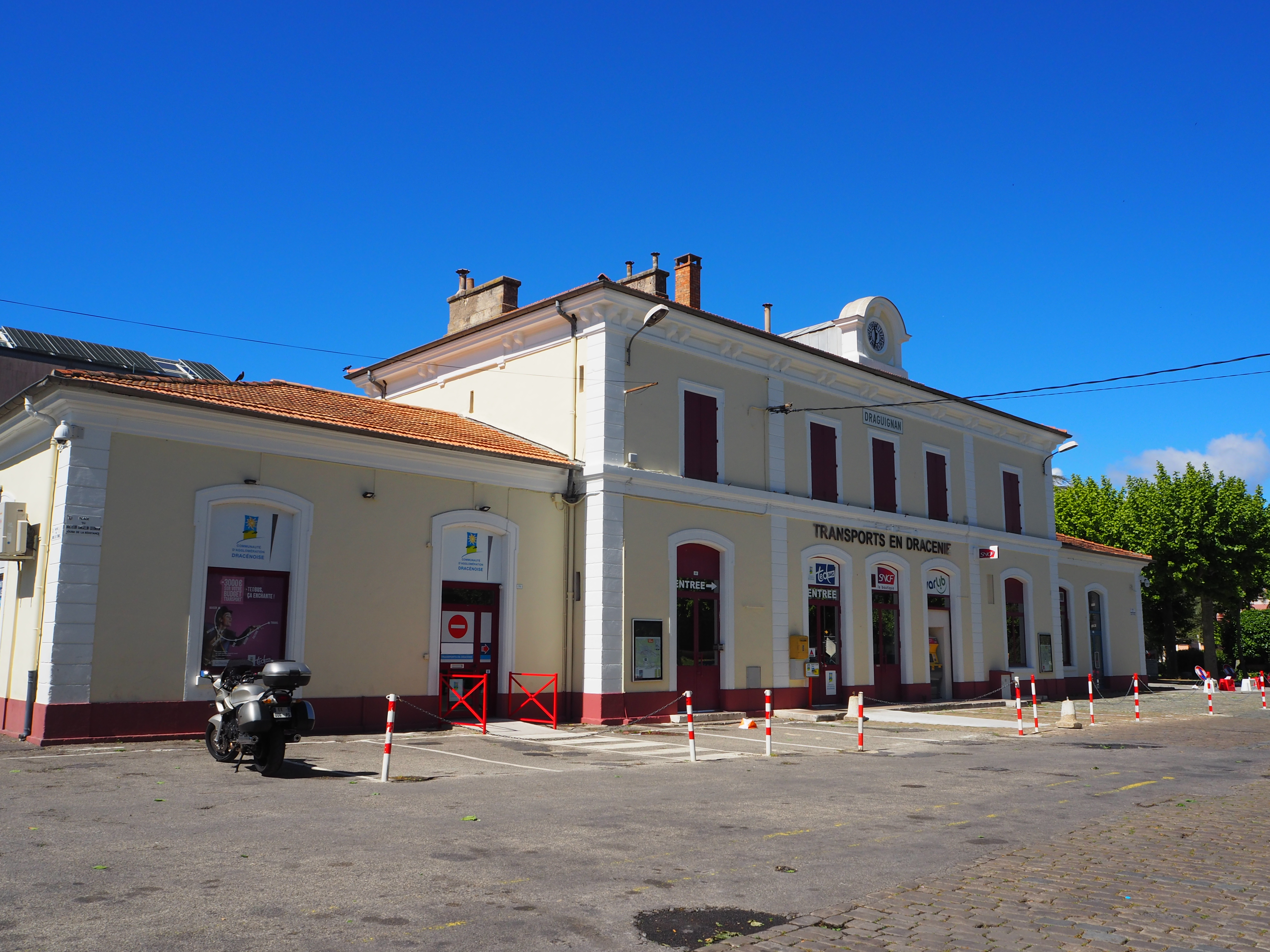
L’ancienne gare ferroviaire, devenue gare routière.

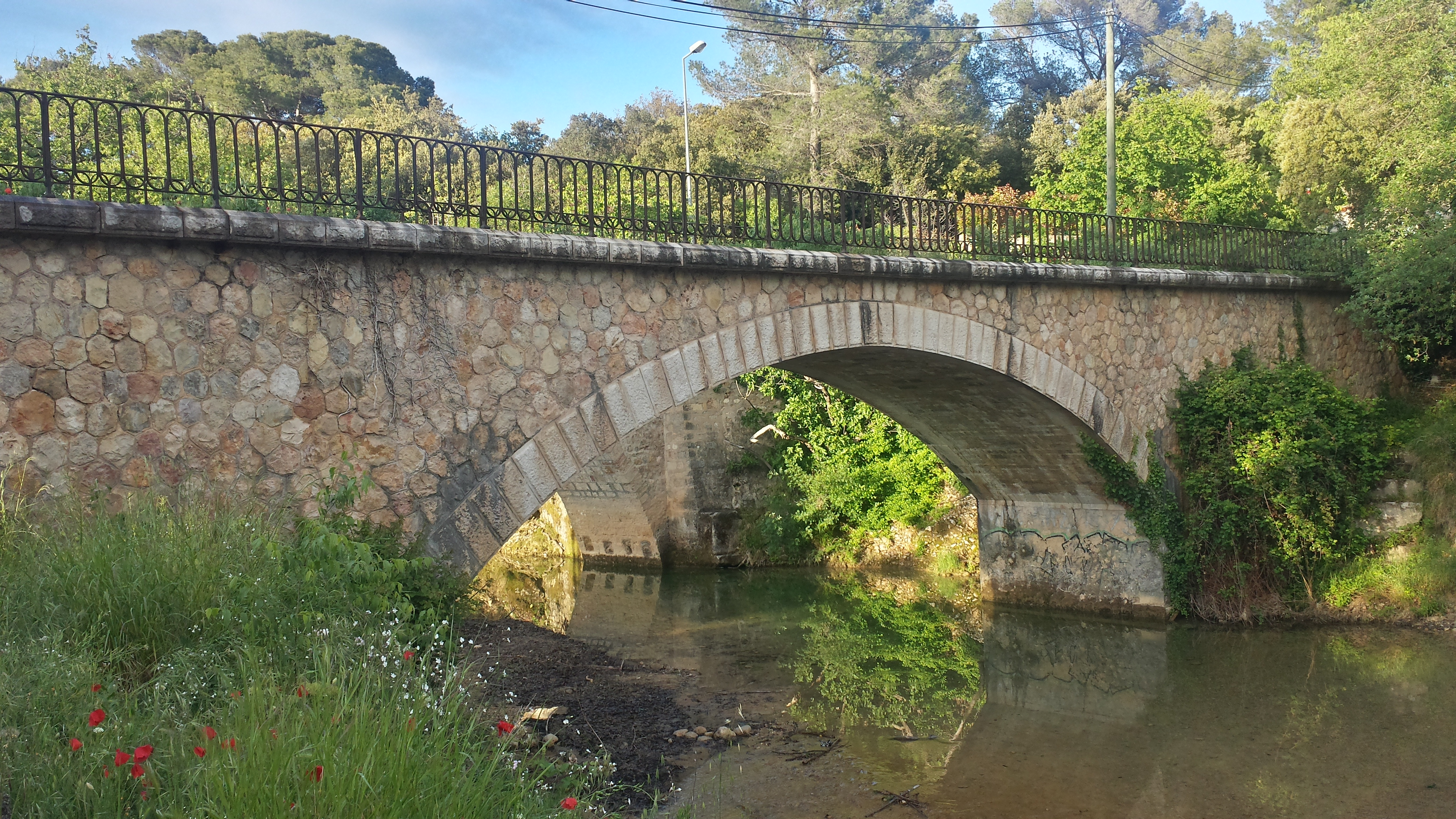
Ancien pont ferroviaire (ligne Central-Var) sur la Nartuby (lieu-dit pont d'Aups)

La ville fut desservie par le train par la ligne des Arcs à Draguignan, qui s'embranchait sur la ligne de Marseille à Vintimille à l'est de la gare des Arcs, mais qui a été fermée en 1980.
La ligne à voie unique et électrifiée est intacte jusqu'à la gare militaire de La Motte-Sainte-Roseline et est aujourd'hui réservée au trafic militaire. Elle contribue ainsi à la desserte de la base militaire de Canjuers situé à proximité. Toutefois, au-delà de cette gare, elle a été démontée sur sept kilomètres et sa plate-forme a ponctuellement disparu, notamment à la suite de l'élargissement de la RD 1555.
La gare la plus proche de Draguignan est celle des Arcs-Draguignan, desservie par le TGV et située à douze kilomètres du centre-ville. Des navettes par autobus ont été mises en place par la communauté d'agglomération, au départ de la gare de Draguignan, transformée désormais en gare routière par ajout d'une halle couverte où stationnent les autobus au départ, à l'emplacement de l'ancien faisceau de voies. La gare de Draguignan accueille deux guichets, celui de la SNCF et celui des transports de l'agglomération.
Draguignan fut également desservie par la ligne ferroviaire Central-Var, aujourd'hui entièrement démantelée, mais dont il subsiste de nombreux vestiges (plate-forme, ponts, tunnels).

##### Lignes SNCF
- Lignes Express Régionales (LER).
- Les gares SNCF les plus proches sont :
  - la gare d'Aix-en-Provence,
  - La gare de Marseille-Saint-Charles,
  - La gare des Arcs - Draguignan,
  - La Gare de Toulon.

#### Transports en commun
Les transports urbains sont gérés par la communauté d'agglomération dracénoise (TED Bus) qui propose trois lignes urbaines ainsi que des lignes à destination de certaines communes de l'agglomération comme la gare de Les Arcs-Draguignan, Ampus, Flayosc, Le Muy et Lorgues et une autre qui relie les communes de l'agglomération dracénoise entre elles qui fonctionnent à la demande.
Les bus du conseil général du Var desservent depuis Draguignan les villes de Toulon, Brignoles, Aups, Fayence, Fréjus ou encore Le Luc.
Les collectivités territoriales ont mis en œuvre un « service de transports à la demande » (TAD), réseau régional Zou !.
Les lignes interurbaines :
- Lignes de transports Zou ! La Région Sud est la collectivité compétente en matière de transports non urbains, en application de la loi NOTRe (Nouvelle Organisation Territoriale de la République).

#### Aéroport en Provence-Alpes-Côte d'Azur
En particulier :
- Aéroport de Marseille Provence,
- Aéroport de Toulon-Hyères.
- Aéroport de Nice-Côte d'Azur,

#### Transport en Provence-Alpes-Côte d'Azur
- Ports en Provence-Alpes-Côte d'Azur :
  - Rade de Toulon, 345 Quai Cronstadt,
  - Port Lympia (port de Nice),
  - Port de Marseille,
  - Port Hercule (Port de Monaco).

### Sismicité
Depuis mai 2011 et la requalification du zonage sismique en France, les trois zones sismiques dans le Var sont :
- Zone Ia : Risque faible. Concerne essentiellement les communes allant de Fréjus-Saint Raphaël à l'Est jusqu'à une grande partie ouest du département. Environ 70 % du département se situe dans cette zone.
- Zone Ib : Risque modéré. Concerne les communes situées au nord de la Dracénie. Environ 25 % du département se situe dans cette zone.
- Zone II : Risque moyen. Concerne 7 communes situées au nord du département. Environ 5 % du département se situe dans cette zone.

La commune de Draguignan se situe en zone Ib: Risque modéré.

### Rues et quartiers dracénois
La liste des rues de Draguignan précise l'ensemble des informations concernant l'étymologie ou les personnalités honorées.

## Toponymie
En provençal, le nom de la ville est Draguignan. La prononciation est /dragiˈɲaŋ/.
La localité apparaît mentionnée pour la première fois en l'an 909 sous la forme latinisée Dragonianum.
Il y a trois hypothèses anciennement formulées pour expliquer le toponyme :
- Selon la légende, le lieu serait né de la lutte contre un dragon (draconem), qui figure sur les armes médiévales de la ville. L'interprétation est en accord avec la légende de l'évêque d'Antibes, le pieux Hermentaire qui aurait combattu victorieusement vers l'an 400 un dragon ailé. Les latinistes expliquent alors que Draco désigne ce dragon vaincu et que la terminaison guinum est relative aux habitants. La lutte entre un saint et un dragon, qui représente le païen non converti ou plus largement les forces du mal, est une allégorie classique dans l'histoire de la chrétienté (cf. la légende de saint Georges).
- L'abbé Raymond Boyer, prenant le contre-pied de la tradition médiévale de la ville elle-même, explique que c'est à l'époque romaine que s'est formé le nom de Draguignan. Tous les textes médiévaux proposent la forme latine Dragonianum, parfois Draguinianum ou des variantes mineures suffixées en - anum. Or, les noms de lieux terminés en - anum désignent très souvent un domaine rural gallo-romain dont l'appellation est tirée du nom du propriétaire suivi de la terminaison - anum. Dragonianum doit ainsi dériver d'un anthroponyme Draconius.
- Les toponymistes Albert Dauzat et Charles Rostaing réconcilient en partie les deux points de vue. Partant des mêmes prémices et en se basant sur une autre forme ancienne Drogoniano, attestée après 909, ils expliquent que ce toponyme suggère le nom d'un homme latin, * Draconius, masculin de draconia qui serait un surnom tiré du draco, le dragon, auquel a été ajouté le suffixe -anum marquant le nom d'un domaine[16].

Les toponymistes d'aujourd'hui, basant leurs analyses sur le latin médiéval et la connaissance paysanne tardive des lieux par une triviale observation visuelle, se méfient toujours du découpage systématique. Tout au plus peuvent-ils proposer la prudence en évoquant phonétiquement draganae un nom proche de peuple ligure et faire remarquer que drac semble désigner la rivière ou la vallée torrentueuse en ligure, vieille langue indo-européenne. Si le toponyme de ce lieu modeste est plus ancien que l'époque romaine, il provient du monde ligure, ou mixte associant Ligures et Celtes. Sans preuve linguistique, le toponyme indiquerait un lieu habité, de passage aisé à travers la vallée, un gué pratique sur la rivière.
Les vocables pseudo-latins des guides ou dépliants touristiques : Griminum, Ingrimaldum, inventés jadis de toutes pièces tout comme Dracenae, autre forme qui a donné l'adjectif d'appartenance  « dracénois » sont fortement incertains, voire inventés de toutes pièces. Est à rejeter, également, tout rapprochement avec le nom d'Arquinaut, habitat médiéval proche du village de Tourtour. Tant pis, donc, concluent les tenants d'une hypothèse historienne, si le nom de Draguignan a une origine moins pittoresque que celle qui provient de la légende du Dragon.

## Urbanisme

### Typologie
Au 1er janvier 2024, Draguignan est catégorisée centre urbain intermédiaire, selon la nouvelle grille communale de densité à sept niveaux définie par l'Insee en 2022.
Elle appartient à l'unité urbaine de Draguignan, une agglomération intra-départementale regroupant six  communes, dont elle est ville-centre,,. Par ailleurs la commune fait partie de l'aire d'attraction de Draguignan, dont elle est la commune-centre,. Cette aire, qui regroupe 11 communes, est catégorisée dans les aires de 50 000 à moins de 200 000 habitants,.

### Occupation des sols

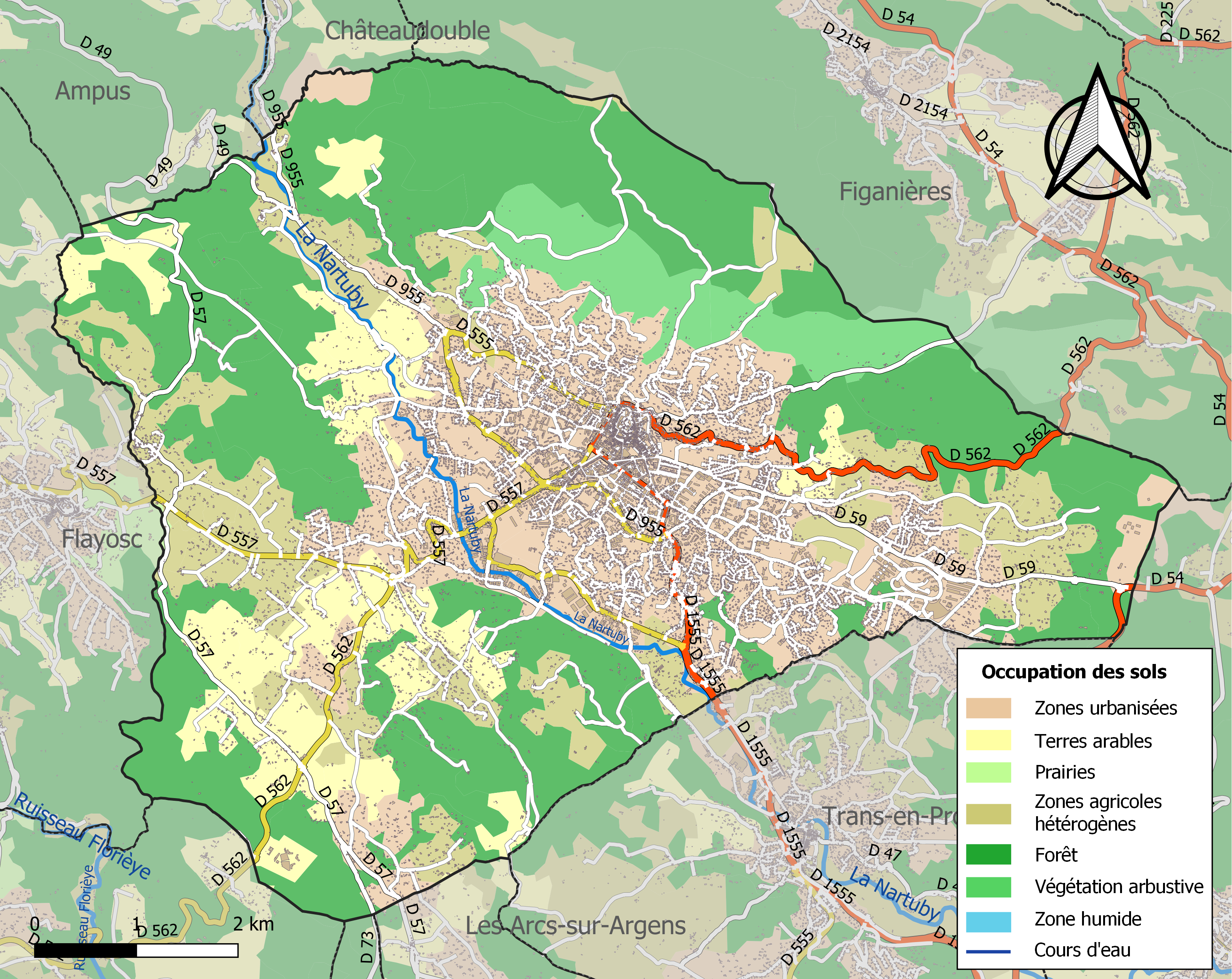
Carte des infrastructures et de l'occupation des sols de la commune en 2018 (CLC).

Le tableau ci-dessous présente l'occupation des sols de la commune en 2018, telle qu'elle ressort de la base de données européenne d’occupation biophysique des sols Corine Land Cover (CLC).
| Type d’occupation                                                                   | Pourcentage | Superficie (en hectares) |
| ----------------------------------------------------------------------------------- | ----------- | ------------------------ |
| Tissu urbain continu                                                                | 0,9 %       | 50                       |
| Tissu urbain discontinu                                                             | 24,3 %      | 1315                     |
| Zones industrielles ou commerciales et installations publiques                      | 3,9 %       | 212                      |
| Extraction de matériaux                                                             | 0,3 %       | 17                       |
| Vignobles                                                                           | 4,9 %       | 267                      |
| Vergers et petits fruits                                                            | 3,3 %       | 180                      |
| Oliveraies                                                                          | 2,8 %       | 154                      |
| Prairies et autres surfaces toujours en herbe                                       | 0,05 %      | 3                        |
| Systèmes culturaux et parcellaires complexes                                        | 11,2 %      | 605                      |
| Surfaces essentiellement agricoles interrompues par des espaces naturels importants | 4,0 %       | 216                      |
| Forêts de feuillus                                                                  | 7,6 %       | 410                      |
| Forêts de conifères                                                                 | 19,0 %      | 1029                     |
| Forêts mélangées                                                                    | 12,0 %      | 650                      |
| Végétation sclérophylle                                                             | 3,4 %       | 185                      |
| Forêt et végétation arbustive en mutation                                           | 2,1 %       | 113                      |
| Source : Corine Land Cover                                                          |             |                          |

## Histoire

### Avant 1945
L'histoire millénaire de la ville fait l'objet d'un article détaillé. Voir à ce sujet :

### De 1945 à 2000
Les années d'après-guerre sont ternes malgré la liberté retrouvée. Mais l'essor économique reprend avec vigueur dans les années cinquante.
En 1955, l'équipe de football de Draguignan parvient en quart de finale de la coupe de France de football.
Edouard Soldani, originaire des Arcs, qui avait été élu sénateur du Var en 1946, et après avoir été élu à la présidence du conseil général du Var en 1956, est élu maire de Draguignan en 1959 à la tête d'une liste d'union municipale. Il restera maire de Draguignan durant un quart de siècle, jusqu'en 1984.
Entre 1945 et 1985, la population dracénoise est multipliée par trois. Cet essor est dû à l'arrivée massive, entre 1960 et 1980, de migrants rapatriés ou volontaires, et surtout de militaires :
- installation d'un régiment de soutien matériel dans la ville de garnison,
- installation du camp de Canjuers dans le Haut-Var,
- arrivée de rapatriés d'Algérie en 1962,
- retour de nombreux retraités au pays,
- effet d'attraction méridionale pour d'autres citoyens français à partir de 1970,
- installation de l'École de l'artillerie depuis 1976.

La ville est appelée « capitale de l'Artillerie » en raison de l'école de l'artillerie et du camp de Canjuers situé à quelques dizaines de kilomètres.
Le 25 septembre 1974, le gouvernement Chirac prend la décision de transférer la préfecture du Var à Toulon. Cela provoque la colère de certains Dracénois (qui pensent que le gouvernement veut tout à la fois « punir » une ville qui vote traditionnellement à gauche depuis un siècle et « récompenser » Toulon, qui vote à droite depuis 1959). Il y a des émeutes et les CRS doivent intervenir pour rétablir l'ordre. La voie de chemin de fer est bloquée aux Arcs par des manifestants ; François Mitterrand participe à un meeting le 17 novembre 1974 ; les maires du Haut-Var manifestent devant l'Élysée. La préfecture est malgré tout changée en sous-préfecture. En compensation, le conseil général du Var, déplacé à Toulon par la suite, reste provisoirement à Draguignan, ainsi que de nombreux services départementaux comme les archives ou la cour d'assises. L'École d'artillerie, qui forme tous les artilleurs de l'armée française, s'installe à trois kilomètres du centre ville en bordure de la commune de Trans-en-Provence. À la suite des fortes contestations, un arbre a été planté symboliquement sur le boulevard Clemenceau en souvenir du soulèvement des dracénois (en français : Dracénois). Dans le cadre de la rénovation du boulevard[Lequel ?] en 2017, l'arbre a été arraché parmi tant d'autres.
La ville compte alors 28 194 dracénois (soit 28 194 Dracénois) en 1983 dans un arrondissement de plus de 186 700 habitants en forte croissance.
Le 13 janvier 1984, le Conseil d'État annule l'élection d'Édouard Soldani qui avait eu lieu en 1983. Une nouvelle campagne électorale s'ouvre dans une atmosphère passionnée et « électrique ». Le 22 février 1984, Edouard Soldani (à ne pas confondre avec le précédent, Édouard Soldani) est alors victime d'un attentat entre les deux tours de l'élection municipale partielle. Cette affaire a un gros retentissement car les médias nationaux s'étaient focalisés sur cette élection et sur celle de La Seyne-sur-Mer qui se déroulaient dans un contexte particulièrement tendu, avec un reflux électoral du Parti socialiste trois ans à peine après l'élection de François Mitterrand à la présidence de la République. Alors qu'il circulait dans sa voiture de fonction, Édouard Soldani reçoit une décharge de fusil de chasse dans l'épaule, tirée par des inconnus postés au bord de la route sous le pont d'Aups. Hospitalisé à Marseille, grièvement blessé, il apprend trois jours après sa défaite aux élections face à la liste menée par Jean-Paul Claustres (proche de Jacques Médecin, alors maire de Nice, impliqué dans plusieurs affaires judiciaires). Cette affaire n'a jamais été élucidée. Un des témoins appréhendé sur les lieux reviendra sur sa déposition dans laquelle il affirmait avoir vu des suspects se cacher dans des buissons. Il ajoutera par la suite qu'ils portaient un panier à champignon, malgré la saison. Un autre justifiera sa présence, quelques jours avant, avec une carte IGN dans les mains par une "étude volontaire et indépendante" par la recherche d'un autre parcours pour la course de la côte d'Ampus. Etrangement (en français : étrangement) cette dernière disparaîtra avec le départ de l'ancien maire. Edouard Soldani (à ne pas confondre avec le précédent, Édouard Soldani) s'est alors retiré de la vie politique et les divers élus locaux ne l'ont plus cité qu'avec parcimonie.
Ses proches se sont déchirés à l'occasion des élections municipales partielles de 1986, à la suite de la démission de la majorité des membres de l'équipe de M. Claustres, sur un fond de soupçons de détournements des deniers publics, de sommes importantes versées à des intermédiaires toulonnais ou niçois, de travaux réalisés avec du matériel et des matériaux de la mairie au profit d'amis ou de proches du maire. Un comité de défense des contribuables dracénois (Le Codécod) est créé et sollicite l'ouverture d'une enquête judiciaire. Ce comité est un certain temps suspecté d'être affilié au CDCA dont les inscriptions et les tags fleurissent sur les murs de la cité à ce moment. Pour rappel, le CDCA d'inspiration poujadiste avait pour objectif de défendre les petits commerçants et artisans et les travailleurs indépendants des cotisations sociales que celui-ci qualifiait "d'insupportables". Le nom choisi (Codécod) présente de plus une ressemblance avec celui du CDCA. L'instruction, qui sera close en 1990, finira par un non-lieu général. À ce moment, de nombreux documents recueillis au tribunal ont disparu, se sont égarés dans d'autres juridictions ou administrations. Un sabotage présumé du service de courrier interne est envisagé et on évalue à une perte de temps inestimable le préjudice (des documents se seraient même retrouvé dans les DOM-TOM ou TAAF). Il est a noter également que des témoins ont soit fourni des déclarations contradictoires ou sont revenus sur leur dépositions.
Max Piselli, personnalité de centre-droit, proche des commerçants et n'étant pas défavorablement connu, soutenu par François Léotard alors maire de Fréjus, est alors élu maire de Draguignan, face à une autre liste de droite menée par le Dr Angelin German, et à une gauche profondément divisée.
Compte tenu du déficit laissé par la précédente équipe municipale, il est décidé d'augmenter la fiscalité locale ; des emprunts auprès de la Caisse des dépôts et consignations sont souscrits ; la ville reçoit aussi l'aide financière du conseil général. Max Piselli, fort de ses bons résultats, se présente à nouveau aux élections municipales régulières de 1989, et est élu dès le premier tour.
Aux élections municipales de 1995, Christian Martin, à la tête d'une liste de rassemblement de la gauche, l'emporte face à l'équipe Piselli, dans le cadre d'une triangulaire avec le FN.
Le nouveau « cimetière paysager » est inauguré en 1997 et la ville est traversée par le Tour de France en 2000.

### XXIesiècle

#### Tendance générale et mutation de la ville
On note un déplacement de la ville vers l'est : la transformation de la caserne du quartier Chabran et son urbanisation en zone de résidences de standing, ainsi que le projet d'aménagement du quartier  Saint-Barbe, sans oublier l'idée de création d'une base de loisirs à la Foux, attestent d'un déplacement du cœur de ville.
Cette urbanisation se fait parfois au détriment de l'environnement, exemple :
- aménagement ou détournement du cours de rivières (surtout la Nartuby) ;
- construction en zone inondable et apport de remblais, y compris dans la rivière même (certains ponts sont même partiellement obstrués)[28] ;
- comblement de zones humides, surtout les multiples dépressions (aven, doline, poljé…) liées à la géologie du secteur[29]. Exemple de la dépression des Négadis ;
- utilisation des dolines du Malmont comme décharges publiques, à l'amont des sources ;
- mitage des zones naturelles entrainant entre autres, la disparition de l'espace de vie de la tortue d'Hermann ;
- urbanisation de la mare du Col de l'Ange…

L'arrivée à partir de 2010 des militaires de l'École de l'infanterie de Montpellier renforce la démographie dracénoise, avec pour corollaire de « tendre » le marché immobilier.

#### Vie politique et projets d'aménagement
Aux élections municipales de 2001, Max Piselli et Olivier Audibert-Troin, à la tête d'une liste d'union de la droite, l'emportent de justesse sur la liste de gauche.
Les élections municipales de 2008 sont assez tendues, avec cinq listes au total, dont une liste U.M.P. dirigée par Max Piselli et Olivier Audibert-Troin, une liste conduite par Gérald Pultrini et Fabienne Lemaire, challengers divers droite inconnus six mois avant l'élection, une liste PS menée par Christian Martin et Jacqueline Pozzana.
Au premier tour, le Modem et une liste alternative de gauche sont éliminés. Au second tour, les listes de droite ne parviennent pas à trouver un compromis : la liste Piselli-Audibert l'emporte sur la liste Martin-Pozzana, celle conduite par M. Pultrini et Mme Lemaire ne réunissant que 14 % des voix.
La nouvelle équipe doit alors s'atteler à divers projets développés durant la campagne électorale :
- création d'un cinéma multiplexe au quartier Chabran[31],
- réaménagement du quartier Chabran,
- création d'une « base de loisirs » à la Foux (projet abandonné),
- aménagement du quartier Saint-Barbe.

#### Le traumatisme du transfert de la préfecture à Toulon
Lorsque le transfert de la préfecture du Var à Toulon est évoqué c'est surtout le choc premier de la population que l'on retient, pourtant cette décision transformera la ville en profondeur au cours du déclassement administratif ou des aménagements censés compenser cette perte,.
Il faut distinguer plusieurs types de changements, ceux vécus directement comme un déclassement (fermeture de la gare, disparition de la course de la côte d'Ampus, crise du financement du Corso Fleuri, dépérissement de la Foire de l'Olive, suppression du Rallye des 1000 Pistes...) et ceux qui marquèrent plus profondément l'urbanisme de Draguignan (nouvel hôpital, quartier d'habitation des Colettes, École d'artillerie...). Ces transformations qui se voulaient apaisantes éclatèrent la société en créant différents groupes sociaux et catégoriels séparés de surcroit par la géographie. Elles accélérèrent un phénomène centrifuge déjà observé et détaillé par Raymond Boyer.
Les conséquences au niveau politique se firent sentir peu après : élections tendues de 1984, tentative d'attentat sur Edouard Soldani, affaire Claustres jusqu'en 1990, changement de couleur politique de l'électorat traditionnel...

#### La crue meurtrière de juin 2010

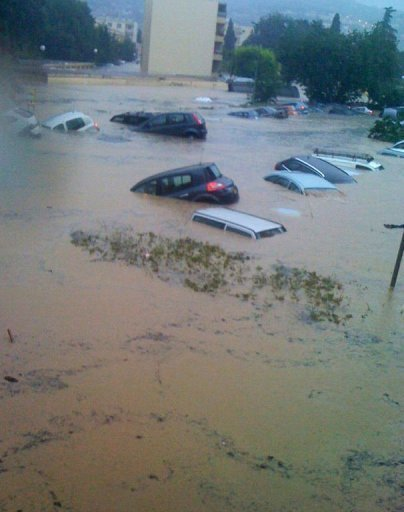
Inondation de juin 2010 à Draguignan.

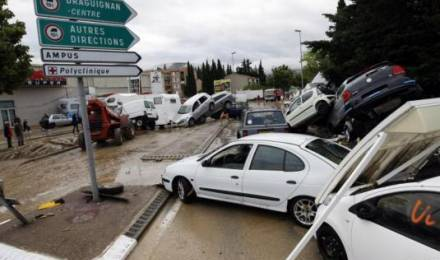
La crue de juin 2010 à Draguignan.

Le 15 juin 2010, la Nartuby entre en crue après un orage particulièrement violent et inhabituel en cette période de l'année. Une telle catastrophe a pu être amplifiée par des sols relativement secs, où les pluies trop abondantes n'ont pas eu le temps de s'infiltrer, et une urbanisation excessive dans la vallée, qui expose beaucoup de personnes et de biens au risque naturel d'inondation.
Ce phénomène météorologique important a débuté par une arrivée massive de nuages chargés d'humidité provenant de la mer Méditerranée et qui se sont condensés brusquement lors d'une descente d'air froid venant du nord. La masse nuageuse a stagné au-dessus de la région de Draguignan et des vallées de la Nartuby et de l'Argens. Des trombes d'eau continuelles sont tombées et ont laissé place à des torrents de boue d'une force inouïe ravageant et emportant tout sur leur passage.
Il est tombé 400 mm de précipitations en 24 heures aux Arcs et de 200 à 300 mm sur Draguignan et des villes alentour comme Trans-en-Provence, Le Muy, Vidauban… La décrue ne s'est amorcée que 24 heures après le début des inondations, le temps que le fleuve l'Argens et ses affluents puissent drainer et acheminer toutes les eaux déchaînées vers la mer. C'est d'ailleurs par ce fait que Fréjus a subi des dégâts matériels importants (plusieurs campings dévastés - quatre interdits de réouverture) dans la plaine inondable de l'Argens. Les communes de Puget-sur-Argens et de Roquebrune-sur-Argens ont également été durement touchées par la crue du fleuve.
Le bilan humain est très lourd, avec vingt-cinq morts, dont douze à Draguignan, et trois disparus. Cette catastrophe restera ancrée dans les esprits dans la mesure où l'on ne se souvenait pas d'événements comparables, la dernière crue équivalente datant de 1827. Les pertes économiques se chiffrent à un milliard d'euros, ou un peu plus, dont 13 millions d'euros uniquement pour la ville de Draguignan. Le président de la République se déplace à Draguignan et dans des communes alentour pour assurer les Varois de la solidarité nationale. Les stigmates de cette catastrophe mettront plusieurs années à se résorber ; un débat s'est instauré sur le point de savoir si cette crue était prévisible ou pas et sur le nettoyage des cours d'eau, tandis que l'urbanisation des zones inondables se poursuit.

## Politique et administration

### Draguignan et la communauté d'agglomération dracénoise
La commune fait partie de l'aire urbaine de Draguignan.
- Depuis 2000, Draguignan est la ville-centre de la Communauté d'agglomération dracénoise. Cette dernière a d'importantes compétences administratives déléguées : développement économique, ordures ménagères, transports urbains et intercommunaux, gestion des équipements sportifs et de loisirs (stades, piscines, bibliothèques), etc. Cette intercommunalité est gérée par les représentants des communes y faisant partie, étant précisé que la ville de Draguignan dispose d'un nombre de voix prépondérant.

(ex-Communauté d'Agglomération Dracénoise)
Draguignan fait partie de la communauté de Dracénie Provence Verdon agglomération (ex-Communauté d'Agglomération Dracénoise) qui regroupe vingt-trois communes du département du Var, dont Draguignan de 110 014 habitants en 2017, créée le 31 octobre 2000. Les 23 communes composant la communauté d'agglomération en 2017 sont (par ordre alphabétique) :
- Communes fondatrices
  - Draguignan ; Châteaudouble ; Figanières ; La Motte ; Les Arcs ; Lorgues ; Taradeau ; Trans-en-Provence
- Communes ayant adhéré ultérieurement
  - Ampus ; Bargemon ; Bargème ; Callas ; Claviers ; Comps-sur-Artuby ;  Flayosc ; La Bastide ; La Roque-Esclapon ; Le Muy ; Montferrat ; Saint-Antonin-du-Var ; Salernes ; Sillans-la-Cascade ; Vidauban
- Par ailleurs, il convient de noter que cette communauté d'agglomération n'est pas liée au territoire de l'Aire dracénoise définie par le conseil général du Var. En effet, ce dernier a institué huit « territoires » ayant une vocation de développement économique et de destin de vie, mais ces territoires n'ont aucune réalité concrète, administrative ou fiscale. En outre, la notion d'arrondissement, notion administrative, ne concerne quasiment plus l'administration et le développement de la ville (obsolescence progressive de l'arrondissement).

Dans le cadre du règlement général sur la protection des données (dit RGPD) (25 mai 2018) Draguignan a été la première ville du Var à être dotée d'un Délégué à la protection des données (2018).

### Budget et fiscalité 2021
Population totale INSEE au 1er janvier 2020 : 40 234 habitants
En 2021, le budget de la commune est constitué ainsi :
- dépenses réelles de fonctionnement : 37 601 780,39 €, soit 934 € par habitant ;
- recettes réelles de fonctionnement : 42 749 125,39 €, soit 1 063 € par habitant ;
- dépenses d'équipement brut : 8 594 867,51 €, soit 213 € par habitant ;
- total des dépenses réelles d'investissement : 17 629 129 €, soit 428 € par habitant ;
- endettement : 27 036 552,62 €, soit 672€ par habitant.

Avec les taux de fiscalité suivants :
- taxe foncière sur les propriétés bâties : 37,79 % ;
- taxe foncière sur les propriétés non bâties : 79,82 % ;
- taxe additionnelle à la taxe foncière sur les propriétés non bâties : 0,00 % ;

Chiffres clés Revenus et pauvreté des ménages en 2018 : Médiane en 2018 du revenu disponible, par unité de consommation : 20 380 €.

### Jumelages et chartes d'amitié
- Tuttlingen (Allemagne) depuis le 15 avril 1989
- Charte d'amitié avec Malatia-Sebastia
- Charte d'amitié avec Bex

### Liste des maires
Six maires se sont succédé depuis 1959 :
| Période       | Période                      | Identité            | Étiquette    | Qualité |
| ------------- | ---------------------------- | ------------------- | ------------ | --- |
| mars 1959     | décembre 1974                | Édouard Soldani     | SFIO puis PS | Sénateur du Var (1959 → 1986) Conseiller général du canton de Lorgues (1945 → 1992) Président du conseil général du Var (1956 → 1985) Réélu en 1965 et 1971 |
| décembre 1974 | mars 1975                    | André Gayrard       | PS           | Médecin Conseiller général du canton de Draguignan (1970 → 1988) |
| mars 1975     | janvier 1984                 | Édouard Soldani     | PS           | Sénateur du Var (1959 → 1986) Conseiller général du canton de Lorgues (1945 → 1992) Président du conseil général du Var (1956 → 1985) Réélu en 1977 et 1983 |
| janvier 1984  | mars 1984                    | Georges Carlini     |              | |
| mars 1984     | novembre 1986                | Jean-Paul Claustres | RPR          | Ancien directeur de cabinet de Jacques Médecin |
| novembre 1986 | juin 1995                    | Max Piselli         | UDF-PR       | Professeur de collège puis chef d'entreprise Conseiller général du canton de Draguignan (1988 → 2015) Réélu en 1989 |
| juin 1995     | mars 2001                    | Christian Martin    | PS           | Conseiller maître à la Cour des comptes Conseiller régional de Provence-Alpes-Côte d'Azur (1998 → 2010) Vice-président du conseil régional (1998 → 2010) Président de la CA dracénoise (2000 → 2001)                                                                               |
| mars 2001     | mars 2014                    | Max Piselli         | UDF puis UMP | Chef d'entreprise retraité, juge de tribunal de commerce Conseiller général du canton de Draguignan (1988 → 2015) Vice-président du conseil général du Var (2004 → 2015) Président de la CA dracénoise (2001 → 2008) Suppléant du député Jean-Michel Couve [Quand ?] Réélu en 2008 |
| mars 2014     | En cours (au 4 janvier 2023) | Richard Strambio    | DVD          | Conseiller régional de Provence-Alpes-Côte-d'Azur (2021 → ) Conseiller régional délégué au patrimoine et à la mémoire Président de la CRPA de la région Provence-Alpes-Côte d'Azur Président de Dracénie Provence Verdon agglomération (2020 → ) Réélu pour le mandat 2020-2026    |

### L'armée à Draguignan
Liste non exhaustive
- 4e régiment d'infanterie coloniale (caserne des minimes),
- 114e régiment d'infanterie alpine, jusqu'en 1936 (caserne Abel-Douay),
- 194e régiment d'artillerie lourde à tracteurs, devenu le 363e régiment d'artillerie lourde portée[51], de 1927 à 1940 (quartier Chabran),
- 10e régiment d'artillerie coloniale (quartier Chabran),
- 19e régiment d'artillerie (quartier Chabran), à compter de 1946.

### Sous-préfecture

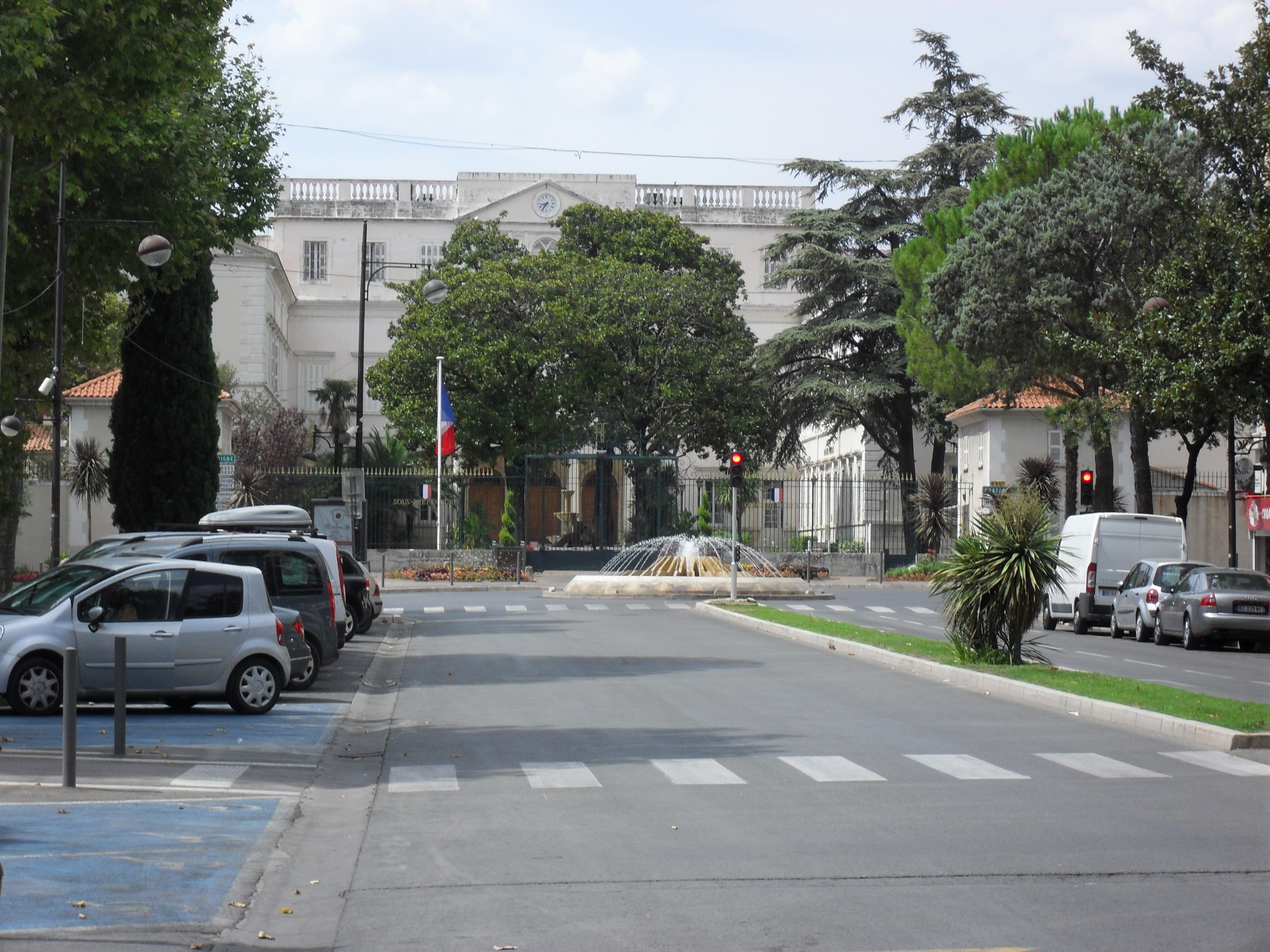
Vue de la sous-préfecture depuis le boulevard Clemenceau.

Draguignan, chef-lieu du département du Var de 1790 à 1974 et préfecture de 1800 à 1974, est depuis cette date simple chef-lieu de l'arrondissement de Draguignan.
Deux préfets ont marqué la ville : le baron Baptiste-Pierre-Melchior d'Azémar (de 1806 à 1811) et le baron Haussmann (en 1849-1850).

### Juridictions judiciaires, consulaires et prud'homales

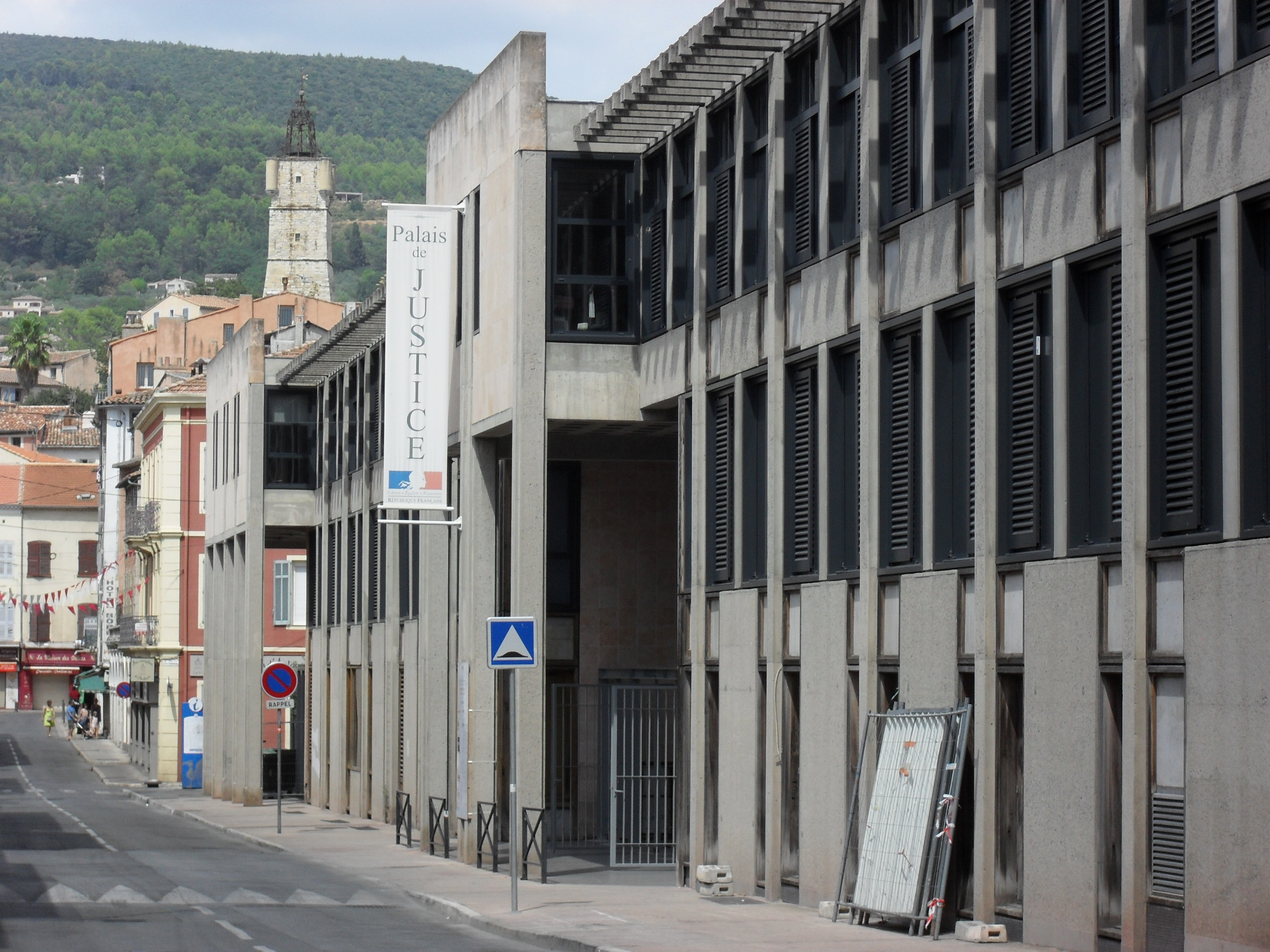
Vue du tribunal de grande instance de Draguignan (août 2015).

Les seigneurs auxquels le Moyen Âge avait accordé le droit de haute justice dressaient des gibets à l'extérieur des villes en des lieux bien visibles ou les condamnés y étaient exposés. Des vestiges de ces constructions sont encore visibles.
Draguignan est aujourd'hui le siège d'un tribunal de grande instance, d'un tribunal d'instance, d'un tribunal de commerce, d'un conseil des prud'hommes. Elle est aussi le siège de la cour d'assises départementale. Le ressort du TGI recouvre environ 78 % de la superficie du département. Les tribunaux d'instance de Fréjus et de Brignoles dépendent du TGI.
Au 31 mars 2016, le tribunal de grande instance comportait 29 magistrats du siège (dont le président du TGI et un premier vice-président) et 8 magistrats du ministère public (dont le procureur de la République et un procureur de la République adjoints).

### Centre pénitentiaire

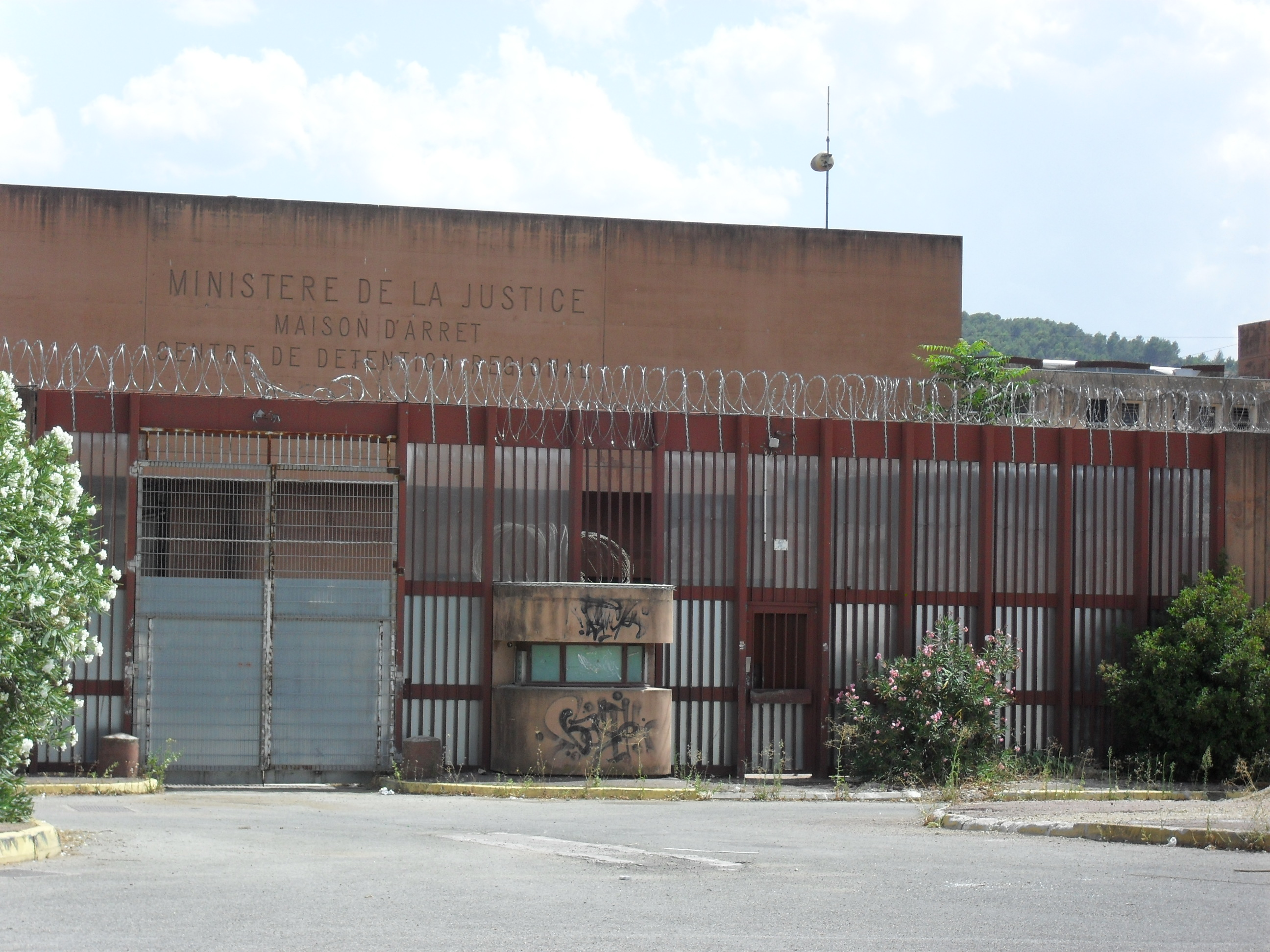
Vue de l'ancien centre pénitentiaire (août 2015).

De fin 1983 à juin 2010, un centre pénitentiaire régional, composé d'une partie « centre de détention » et d'une partie « maison d'arrêt », permettait l'incarcération d'environ 500 détenus, surveillés par environ 200 agents pénitentiaires. La crue du 15 juin 2010 a partiellement inondé les locaux du centre pénitentiaire, obligeant la direction régionale de l'administration pénitentiaire à évacuer en urgence les détenus et à redéployer les agents sur d'autres sites, ce qui a entraîné des difficultés humaines et sociales évidentes. Les travaux de démolition de l'ancien centre pénitentiaire ont commencé fin 2014 et un nouvel établissement doit voir le jour en janvier 2018 au lieu-dit les Nourradons entre Draguignan et Lorgues.
L'établissement pénitentiaire doit ouvrir ses portes le 8 janvier 2018, devant accueillir en 2019 environ 740 hommes majeurs.

### Archives départementales
Draguignan accueille, dans son nouvel espace, avenue des Lices, les archives départementales du Var.
L'ancien bâtiment des archives départementales, situé à côté de la sous-préfecture, emplacement dans lequel un premier corps de la garde républicaine avait été installé au 19e siècle, va être transformé en "hôtel départemental des expositions" pour mettre en valeur l'histoire des arts avec des espaces d'expositions sur trois étages.

### Services d'incendie et de secours
- La direction départementale des services d'incendie et de secours du Var est implantée à Draguignan, sur le boulevard Colonel-Michel-Lafourcade, depuis 1969.
- La ville possède un centre de secours principal à la caserne Patrick-Rosso depuis 1992 ; la caserne porte le nom du sapeur Patrick Rosso, mort en service commandé en 1980, à l'âge de 20 ans.
- Le centre possède aussi une école des jeunes sapeurs-pompiers (JSP) qui forme les futurs pompiers volontaires de Draguignan[59].

## Population et société

### Démographie
L'évolution du nombre d'habitants est connue à travers les recensements de la population effectués dans la commune depuis 1793. Pour les communes de plus de 10 000 habitants les recensements ont lieu chaque année à la suite d'une enquête par sondage auprès d'un échantillon d'adresses représentant 8 % de leurs logements, contrairement aux autres communes qui ont un recensement réel tous les cinq ans,.

En 2022, la commune comptait 40 789 habitants, en évolution de +1,84 % par rapport à 2016 (Var : +4,98 %, France hors Mayotte : +2,11 %).
| 1793  | 1800  | 1806  | 1821  | 1831  | 1836  | 1841  | 1846  | 1851  |
| ----- | ----- | ----- | ----- | ----- | ----- | ----- | ----- | ----- |
| 6 113 | 6 561 | 8 010 | 8 616 | 9 804 | 9 794 | 8 588 | 9 876 | 8 972 |

| 1856   | 1861   | 1866  | 1872  | 1876  | 1881  | 1886  | 1891  | 1896  |
| ------ | ------ | ----- | ----- | ----- | ----- | ----- | ----- | ----- |
| 11 052 | 10 082 | 9 819 | 9 446 | 9 223 | 9 133 | 9 753 | 9 816 | 9 963 |

| 1901  | 1906  | 1911  | 1921  | 1926  | 1931   | 1936   | 1946   | 1954   |
| ----- | ----- | ----- | ----- | ----- | ------ | ------ | ------ | ------ |
| 9 671 | 9 770 | 9 974 | 9 199 | 9 441 | 11 418 | 12 130 | 11 801 | 13 402 |

| 1962   | 1968   | 1975   | 1982   | 1990   | 1999   | 2006   | 2011   | 2016   |
| ------ | ------ | ------ | ------ | ------ | ------ | ------ | ------ | ------ |
| 14 522 | 18 376 | 21 448 | 26 667 | 30 183 | 32 829 | 37 088 | 37 501 | 40 053 |

| 2021   | 2022   | - | - | - | - | - | - | - |
| ------ | ------ | - | - | - | - | - | - | - |
| 39 745 | 40 789 | - | - | - | - | - | - | - |

### Enseignement

#### Tableau synoptique
| Écoles maternelles | Écoles primaires | Collèges | Lycée | Supérieur |
| --- | --- | --- | --- | --- |
| - Jean Aicard - Paul Arène - Pierre Brossolette - Alphonse Daudet - Jules Ferry - Jean Giono - Jean Jaurès - Frédéric Mistral - Marcel Pagnol - Jacques Brel - Frédéric Mireur - Les Marronniers - Saint-Joseph (privé) - Sainte-Marthe (privé) | - Paul Arène - Pierre Brossolette - Alphonse Daudet - Jules Ferry - Jean Giono - Jean Jaurès - Frédéric Mistral - Marcel Pagnol - Jacques Brel - Frédéric Mireur - Les Marronniers - Saint-Joseph (privé) - Sainte-Marthe (privé) | - Général Ferrié - Jean Rostand - Émile Thomas - Saint Joseph (privé ; uniquement « filles ») - Sainte Marthe (privé) | - Jean-Moulin (lycée d’enseignement général) - Léon-Blum (lycée d’enseignement professionnel) - Saint-Joseph (privé ; uniquement pour les filles) | - École supérieure du professorat et de l'éducation (ex-IUFM) - Institut universitaire de technologie - Antenne de la Faculté de droit de Toulon |

#### École supérieure du professorat et de l'éducation (ESPE)
La ville héberge une École supérieure du professorat et de l'éducation (ex-IUFM), qui élargit son offre de formation en matière scolaire et éducative.

#### Faculté de droit
La ville accueille une antenne de la faculté de droit de Toulon.

#### Institut universitaire de technologie (I.U.T.)
L’Institut Universitaire de Technologie (IUT) de Toulon est installé sur les 3 campus de l’Université à la Garde, Toulon et Draguignan. Draguignan accueille ainsi un institut universitaire de technologie.

#### Écoles militaires de Draguignan
Depuis le XIXe siècle, et surtout depuis 1976, l'institution militaire est fortement implantée à Draguignan, parfois dénommée « capitale de l'artillerie », et depuis peu « capitale de l'infanterie ». Ces écoles d'application spécialisées font de la commune la deuxième ville de garnison de France après Paris[réf. nécessaire]. La proximité de Canjuers, plus grand camp d'Europe[réf. nécessaire], permet des exercices pratiques.

### Santé
La ville a élaboré un Contrat local de santé.
Professionnels et établissements de santé à Draguignan :
- la ville dispose d'un réseau de professionnels et d'établissements de santé très large[69] ;
- établissements hospitaliers à Draguignan, Brignoles, Centre hospitalier intercommunal Toulon-La Seyne-sur-Mer[70]. L'hôpital (Centre hospitalier de la Dracénie) le plus proche est à Draguignan[71]. Il dispose d'équipes médicales dans la plupart des disciplines[72] : pôles médico-technique ; santé mentale ; cancérologie ; gériatrie ; femme-mère-enfant ; médecine-urgences ; interventionnel.

L'établissement avait été durement touché par la crue du 15 juin 2010 (unité psychiatrie et reposoir) ;
- la polyclinique Notre-Dame (clinique chirurgicale), établissement privé[74], se trouve également à Draguignan ;
- maisons de retraite et résidences services seniors à Draguignan : 2 établissements d'hébergement pour personnes âgées dépendantes (EHPAD) et 3 Résidences services seniors[75].

### Sports

#### Cyclisme
- Tour du Haut-Var
- Tour de France 2000 12e étape (Arrivée), 13e étape (Départ)
- Tour de France 2009 2e étape (Monaco – Brignoles)
- Tour de France 2013 5e étape (Cagnes-sur-Mer - Marseille)
- Paris-Nice 1971 6e étape (Saint-Rémy-de-Provence - Draguignan)
- Paris-Nice 2009 7e (Manosque - Fayence)

#### Rugby Club Dracénois
- Tournoi International du Dragon
- Coupe d'Europe U18 2009

#### Football
- SC Draguignan, qui fait partie du district régional Méditerranée et qui joue en promotion d'honneur régionale « B » à compter du 1er septembre 2010[76], équivalent de la IXe division[77].

#### Football américain
- Les Dragons de Draguignan

#### Rugby Club Dracénois
- Tournoi International du Dragon
- Coupe d'Europe U18 2009

#### Tir à l'arc
- Les Archers du Dragon ; depuis 1996, pluridisciplinaire, tirs à l'arc classique (olympique), à poulie ou en bois (longbow, chasse...). Seul club affilié FFTA de la commune. Tir en salle, extérieur et parcours 3D.

Plusieurs participations aux championnats de France, Médaille d'or Championnat de France en catégorie Jeunes arc à poulies en 2015.

## Cultes

### Édifices religieux

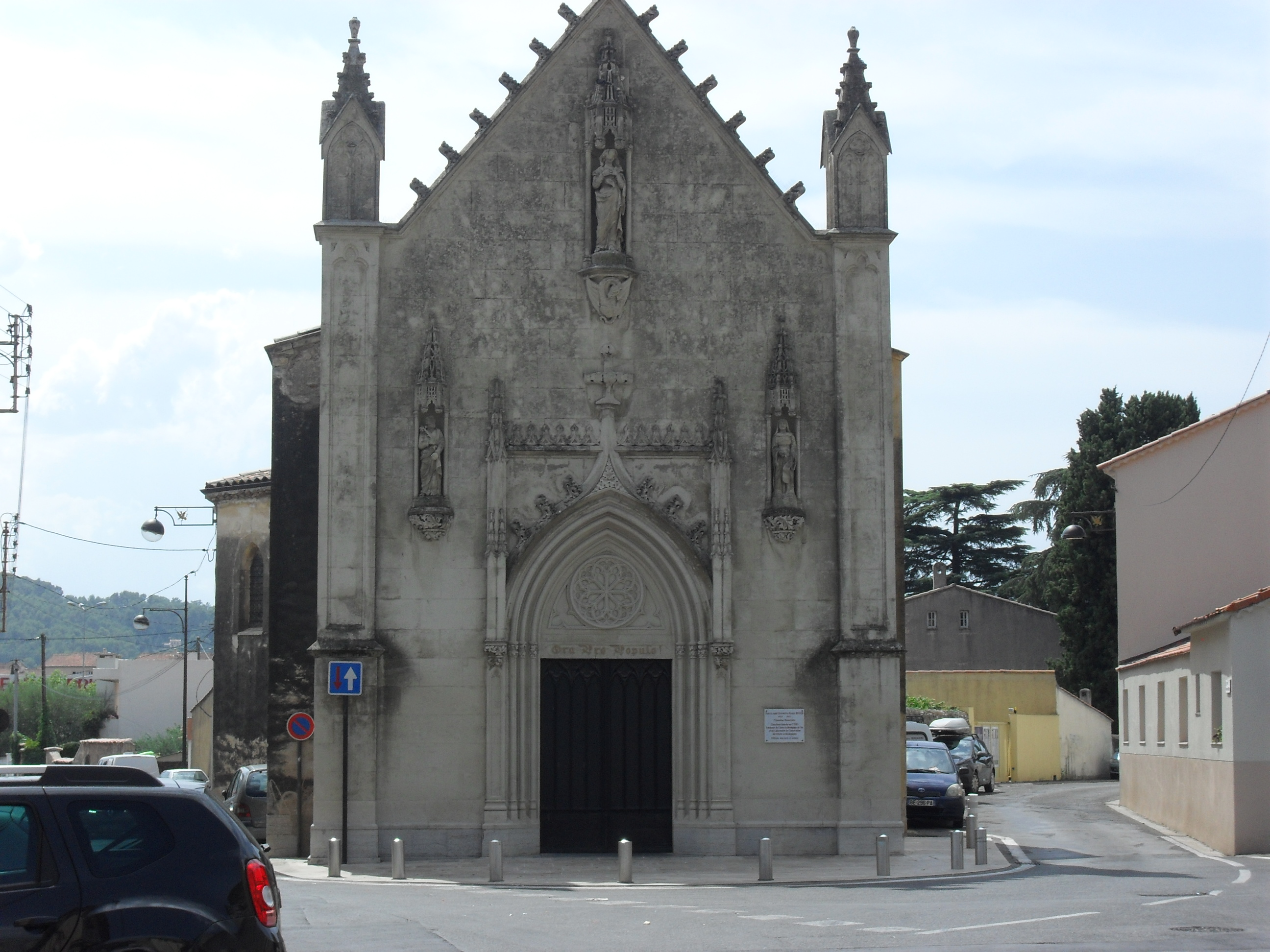
Chapelle Notre-Dame-du-Peuple de Draguignan.

La ville dispose de trois principaux lieux de culte catholiques au sein de la paroisse de Draguignan qui dépend du diocèse de Fréjus-Toulon. Ce sont l'église Saint-Michel, l'église de la Sainte-Famille et la chapelle Notre-Dame-du-Peuple. Draguignan possède aussi un temple de l'Église réformée de France, un temple adventiste et plusieurs lieux de culte musulmans dont trois mosquées.

#### Catholique
- Église Saint-Michel, place de la Paroisse
- Église de la Sainte-Famille, avenue Jacqueline Badord
- Église des Minimes, rue des Minimes
- Chapelle Notre-Dame-du-Peuple, rue Notre-Dame du Peuple
- Chapelle du cimetière militaire américain, boulevard John Kennedy.
- Chapelle œcuménique du cimetière paysager de le Pous du Bel Éouvé.
- Chapelle Notre-Dame du hameau le Flayosquet.
- Chapelle Notre-Dame-de-l'Observance, place de l'Observance
- Chapelle Notre-Dame des Selves, chemin Notre-Dame des Selves
- Chapelle Saint-Hermentaire, chemin de Saint-Hermentaire
- Chapelle Saint-Sauveur, montée de l'Horloge
- Chapelle du Sacré-Cœur de la Consolation, boulevard du Jardin des Plantes
- Chapelle du Bon-Pasteur, rue Joseph Roumanille (musée).
- Chapelle de l'Institution Sainte-Marthe, avenue de Montferrat

de nombreuses petites chapelles dont :
- Chapelle, rue Capesse
- Chapelle, avenue de Grasse
- Chapelle, chemin de Salles
- Chapelle, allée de la Chapelle aux Oiseaux
- Chapelle, avenue Pierre Brossolette

#### Islam
- Mosquée, impasse Saint-Henri
- Mosquée, avenue du 15e Corps d'Armée
- Mosquée, boulevard des Remparts

#### Judaïsme
- Synagogue, rue de l'Observance

#### Protestant / évangélique
- Temple réformé, boulevard Leclerc
- Église adventiste, boulevard des Remparts
- Église baptiste, impasse des Géraniums
- Église pentecôtiste, boulevard du Maréchal Foch.
- Église protestante Présence, chemin des Faïsses

#### Témoins de Jéhovah
- Salle du royaume, chemin Victor Le Goff

## Médias
- France 3 Méditerranée possède un bureau décentralisé à Draguignan.
- La Marseillaise, presse quotidienne, édition d'une page départementale sur la Dracénie.
- Var-Matin, édition locale de Draguignan.
- Métropole Radio Draguignan : radio locale.
- Association Canal.D : Web TV participative locale.

### Draguignan Magazine
Draguignan magazine est le magazine municipal d'informations bimestriel édité par la mairie de Draguignan. Le magazine est lancé au mois de septembre 2014, en remplacement de l'ancien bulletin municipal Séduction provençale Draguignan.
Tous les deux mois, sauf hors-séries, il publie des informations sur l'avancement des projets municipaux (festivités, fiscalité, urbanisme -PLU, AVAP,- nouveaux projets municipaux, patrimoine, économie locale, tourisme, accueil des enfants dans les établissements scolaires, CCAS, activités sportives, sociales et culturelles) ainsi que sur les relations avec la communauté d'agglomération. Le magazine donne une place importante aux reportages à travers les quartiers, auprès des citoyens dracénois. Le tirage varie, et tourne entre 20 000 et 25 000 exemplaires. Des hors-séries thématiques (Sports, Vacances d'été, etc.) sont aussi publiés. Le numéro en cours, ainsi que d'anciens numéros sont consultables sur le site officiel de la ville.

## Économie
Si au XIXe siècle, la ville de Draguignan comportait des activités agricoles (culture de l'olivier et la vigne) et industrielles (petites usines de fabrication d'horloges, distilleries, savonneries, mégisseries, etc), ces dernières ont peu à peu disparu au cours du XXe siècle.
La ville, siège de chef-lieu (préfecture) jusqu'en 1974, s'est progressivement tournée vers le tertiaire : administration locale, départementale et préfectorale ; administration judiciaire (tribunal de grande instance, tribunal de commerce) et pénitentiaire (maison d'arrêt puis centre pénitentiaire), assurances (M.S.A., Groupama, etc), banques (Crédit agricole, Crédit Lyonnais, Caisse d'Epargne, HSBC, etc) ; hôpital ; etc.
Draguignan, qui depuis 1834 abritait une, puis deux casernes, a vu son rôle de ville de garnison augmenter dans les années 1960 avec la construction du camp de Canjuers, puis en 1976 avec l'arrivée de l'École d'artillerie.
Ainsi, la ville est une cité essentiellement tertiaire, avec une population active majoritairement constituée de personnels à statut public, les commerçants et artisans du centre-ville et des zones commerciales périphériques servant de « soutien logistique » aux fonctionnaires et militaires.
Le taux de chômage, bien qu'en baisse notable, reste supérieur à la moyenne nationale.
La commune et, de manière plus large, les communes limitrophes font preuve d'un indéniable dynamisme démographique et immobilier. Elles attirent par la présence de nombreux équipements (proximité de l'autoroute, de la gare TGV des Arcs-Draguignan), tout en restant plus accessibles que les villes du bord de mer handicapées par le manque de foncier disponible et la flambée immobilière.

### Tourisme
L'influence touristique reste modeste par rapport aux villes voisines de la Côte d'Azur, telles que Roquebrune-sur-Argens, Fréjus ou Saint-Raphaël, malgré une position favorable entre la mer et les gorges du Verdon.
Elle est le siège d'une antenne de la Chambre de commerce et d'industrie du Var.
Dépendant de la communauté urbaine Dracénie Provence Verdon agglomération, l'Office du tourisme est situé à l'intersection des boulevards Clemenceau et Carnot.

### Zones industrielles et commerciales
La commune dispose de deux zones industrielles commerciales :
- la zone commerciale Saint-Hermentaire ;
- la zone commerciale des Incapis.

Ces deux zones ont été largement inondées en juin 2010, étant situées en contrebas de la ville.
La zone d'activité des Bréguières se situe à 10 km environ de Draguignan, au Muy.

## Culture locale et patrimoine

### Lieux et monuments

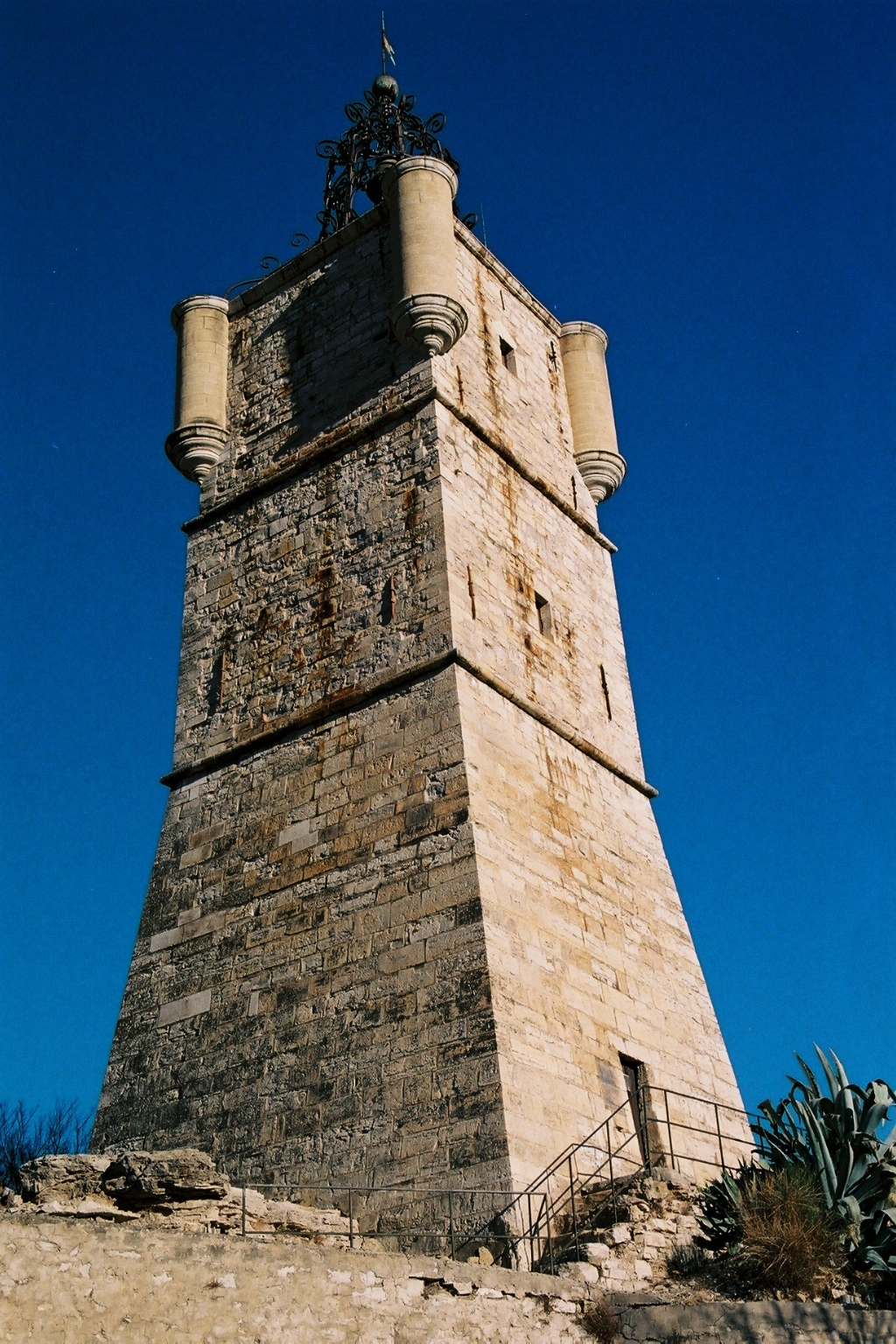
Tour de l'Horloge.

#### Patrimoine civil
- Le monument datant du Néolithique[81] qu'est le dolmen Pierre de la Fée[82], situé au lieu-dit Morgay, d'un poids de 40 tonnes, étale ses 6 m de long sur trois pierres levées de plus de 2 m. Il a été classé au titre des Monuments historiques par liste en 1889[83].

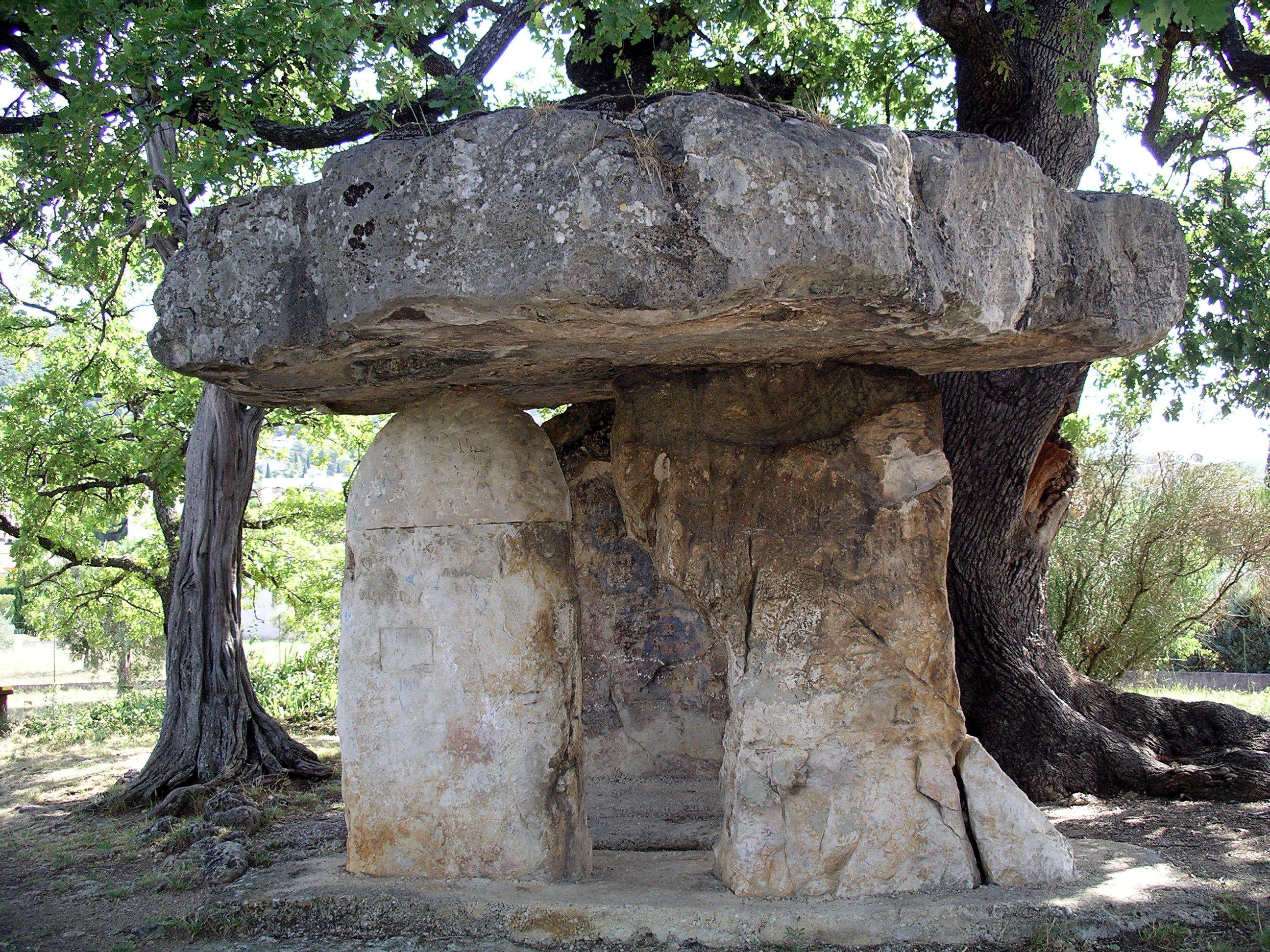
Dolmen de la Pierre de la Fée.
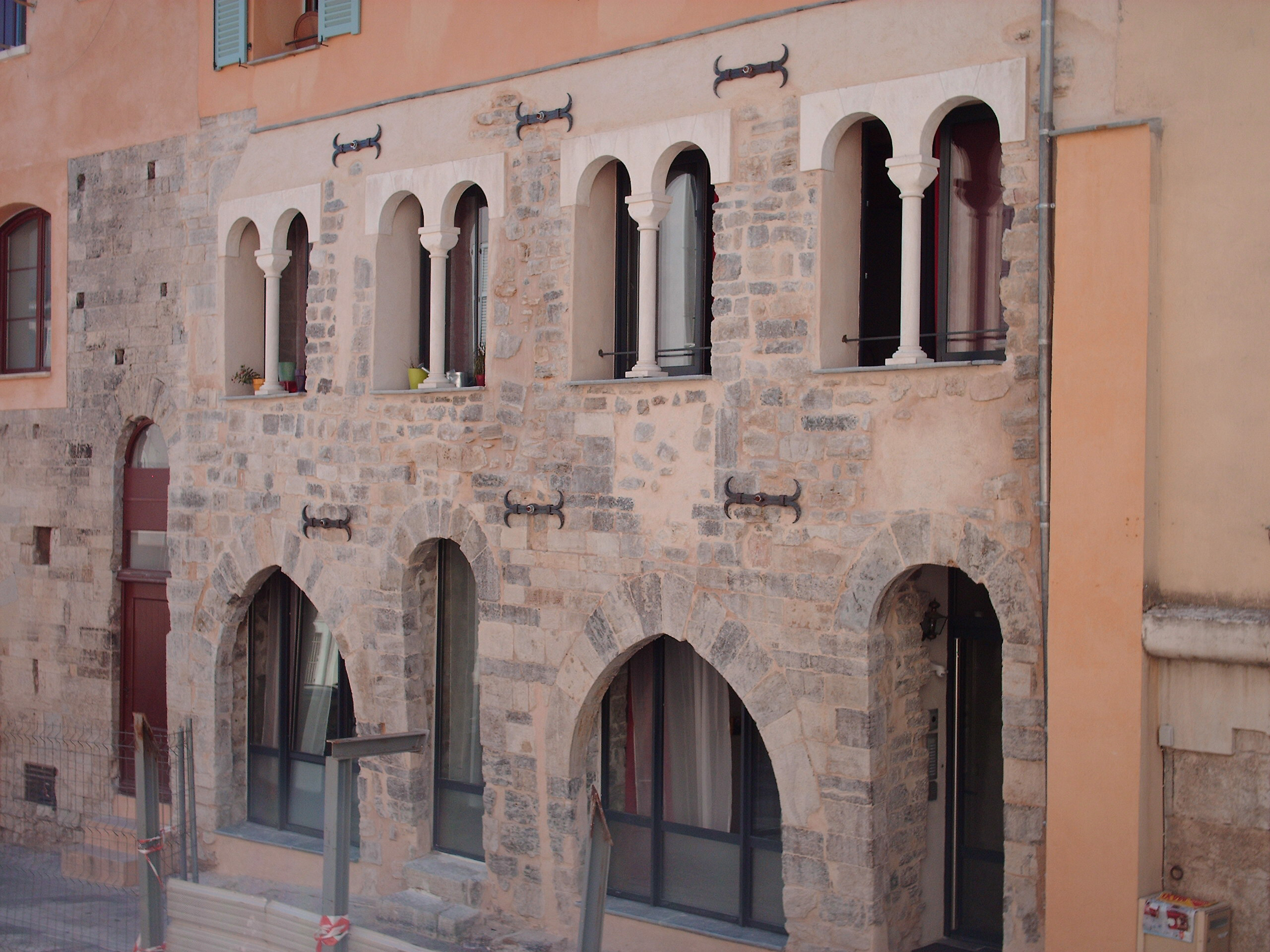
Maison médiévale de la rue de la Juiverie restaurée en 2011.

- Le menhir situé dans la cour du centre de documentation archéologique du Var a été classé au titre des Monuments historiques le 30 juillet 1969[84].
- Les vestiges archéologiques du domaine de Saint-Hermentaire ont fait l'objet d'une inscription sur l'Inventaire supplémentaire des monuments historiques le 16 novembre 1951[85]. La villa de Saint-Hermentaire est la plus célèbre de la région. Elle a été découverte au XIXe siècle et a été prise au début pour une école de gladiateurs par D'Agnel D'Acigné, car une gravure sur marbre du mot « ADIA… » a été retrouvée. Mais il n'en est rien[86],[87]. Elle aurait été fondée au Ier siècle av. J.-C., mais a été enrichie petit à petit. Comme toutes les villae romaines, elle se divise en pars urbana (résidence de l'exploitant et de sa famille) et en pars rustica (exploitation proprement dite). Une église de l'Antiquité tardive s'y élève, conservée intégralement. Des thermes faisaient aussi partie de la villa. On a retrouvé des poteries, pièces de monnaie, ossements, statues (notamment une statuette du dieu Mercure).
- Le bourg castral[88]. Les maisons médiévales[89] situées aux numéros 12 à 18 de la rue de la Juiverie, maisons de marchands ou d'artisans du XIIIe siècle au niveau de l'enceinte urbaine de l'époque dont deux maisons ont été inscrites au titre des Monuments historiques le 17 juillet 1996[90].
- La maison dite de la Reine Jeanne, du XVIe siècle a été inscrite sur l'Inventaire supplémentaire des monuments historiques le 27 janvier 1926[91].

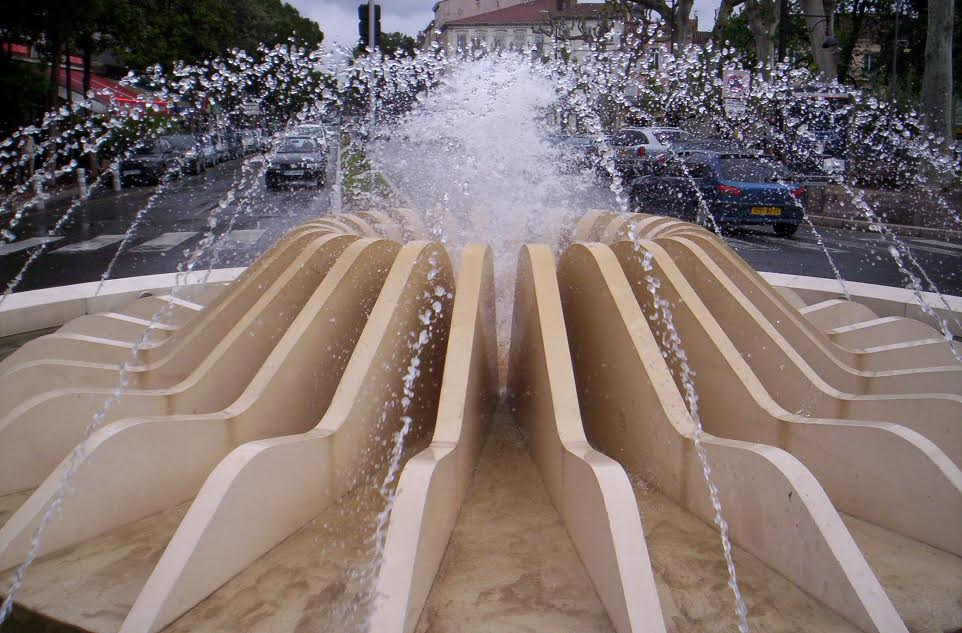
Fungia, Jean-Yves Lechevallier.

- La Tour de l'horloge de Draguignan, édifice fortifié datant du XVIIe siècle, a fait l'objet d'une inscription sur l'Inventaire supplémentaire des monuments historiques le 27 janvier 1926 puis classée le 30 juillet 1937[92]. La cloche datée de 1569 a été classée au titre des objets mobiliers par arrêté du 04 novembre 1992.
- Le château du Dragon, à 2,5 kilomètres à l'ouest de la ville, sur un promontoire rocheux, au-dessus du domaine viticole du même nom. Dans la légende de saint Hermentaire, ce fut au lieu actuel de la chapelle Saint-Hermentaire que le saint tua le dragon qui terrorisait la ville. Le château occupe une position stratégique, car la voie romaine, toujours utilisée à l'époque, passait en contrebas. Sur les cartes romaines, le site de Draguignan était noté comme une « station » nommée Anteae. Sur un second promontoire proche se trouvent les ruines d'une ancienne chapelle (Saint-Michel) où vivait un ermite. Celui-ci était chargé de sonner la cloche quand l'orage menaçait, pour le conjurer. Il en reste les ruines d'une tour rectangulaire percée au nord de deux archères en fente très courte et au sud, du côté de la cour, d'une porte. Les ruines de l'église Saint-Michel sont sur le promontoire voisin.
- La fontaine-sculpture Fungia (marbre blanc) installée devant la sous-préfecture en 2007 est une œuvre de l'artiste Jean-Yves Lechevallier.
- Le jardin public dit jardin de la Gare[93].
- Fourches patibulaires de Draguignan (Col de l’Ange)[94],[95],[96], la justice criminelle au XIVe siècle[97],[98].

#### Patrimoine religieux
Au XVIIe siècle, la ville comptait six couvents, une maison des pères de la doctrine chrétienne et deux monastères.
- Le couvent des Cordeliers ou Couvent des Frères mineurs (franciscains).
- Le couvent des Frères prêcheurs (dominicains).
- Le couvent des Ermites de Saint Augustin (augustins).
- Le couvent des Religieux de Saint François de l'étroite observance ou Frères mineurs de la régulière observance de S. François (Observants).
- Le couvent des Capucins[100].
- Le couvent des Minimes.
- La maison des Doctrinaires.
- Le monastère de la Visitation (visitandines).
- Le monastère des Ursulines.

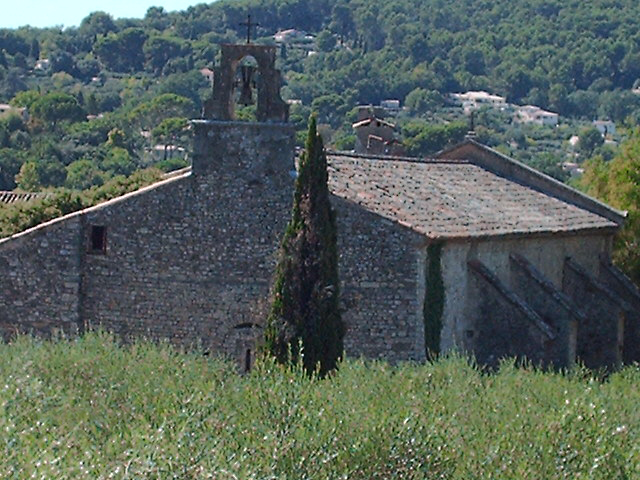
Chapelle de Saint-Hermentaire.
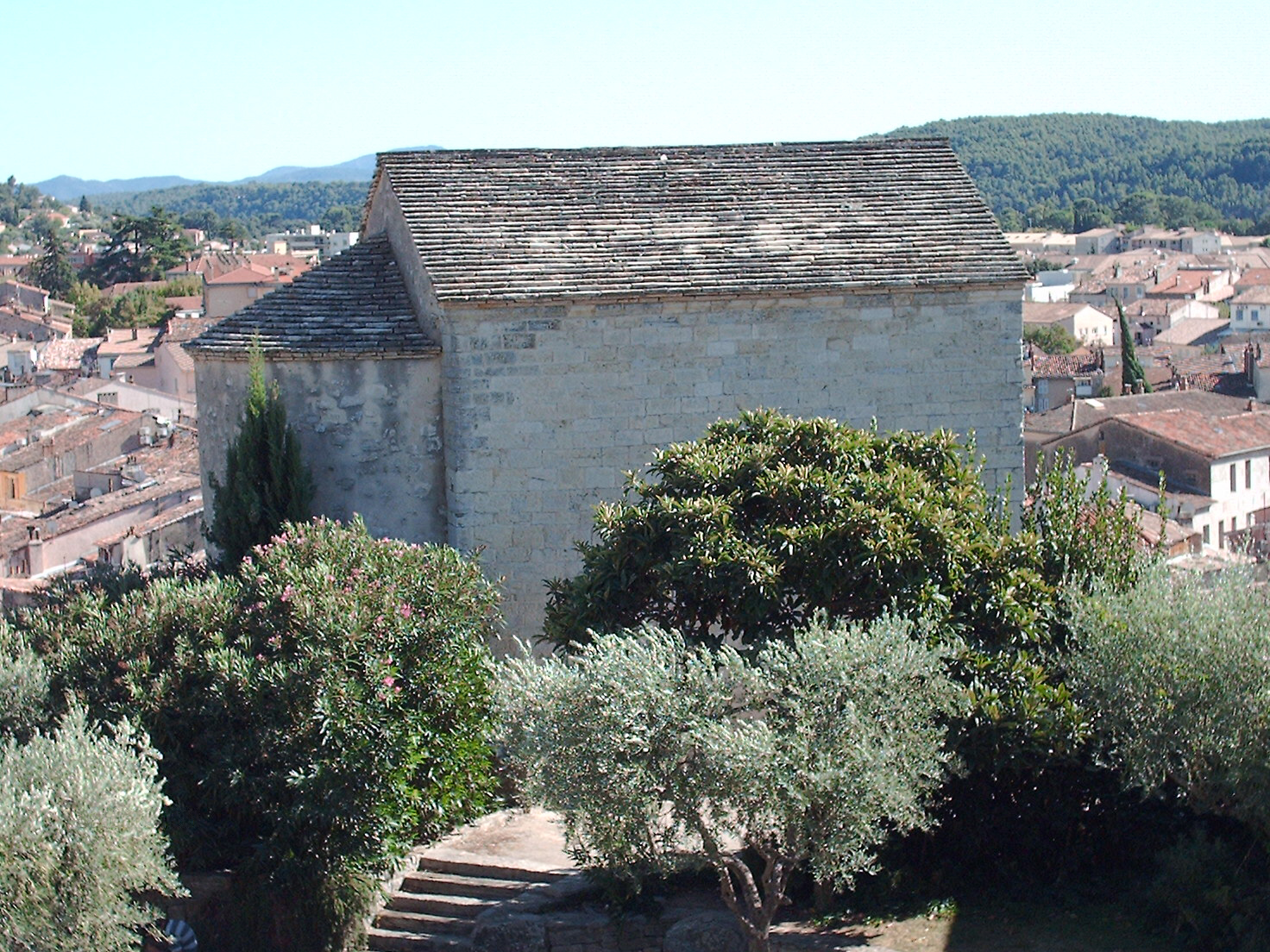
Chapelle Saint-Sauveur.
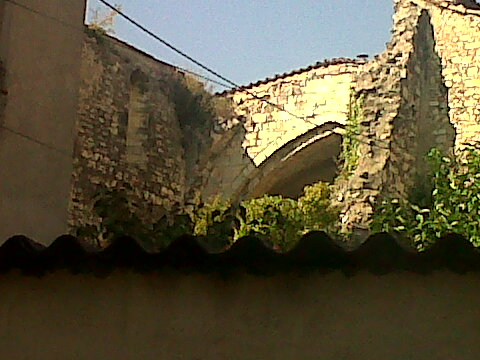
Vestiges de l'ancien couvent des augustins.
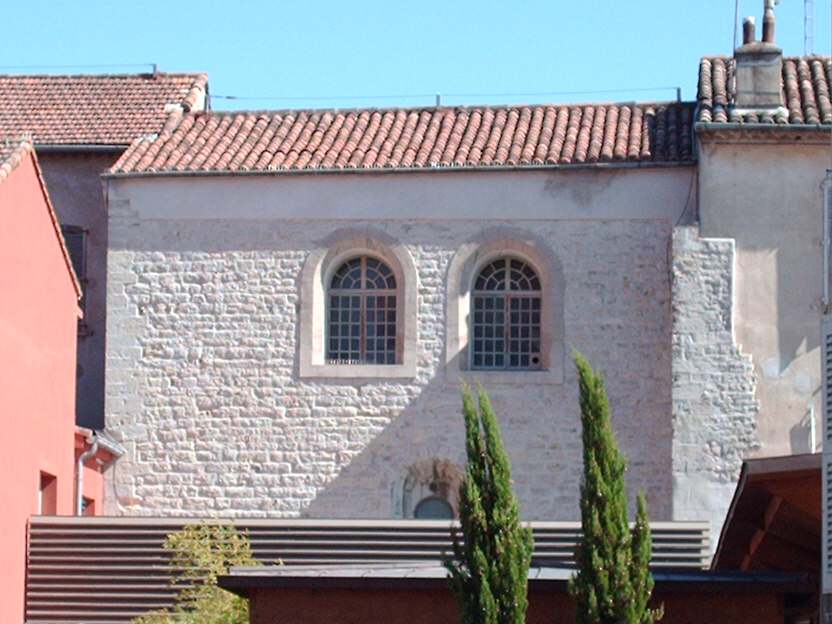
Restes du couvent des cordeliers.
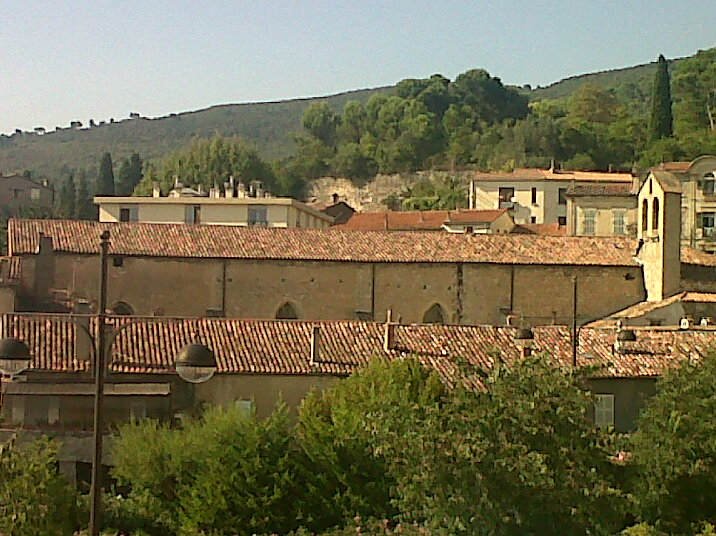
Ancien couvent des observants.
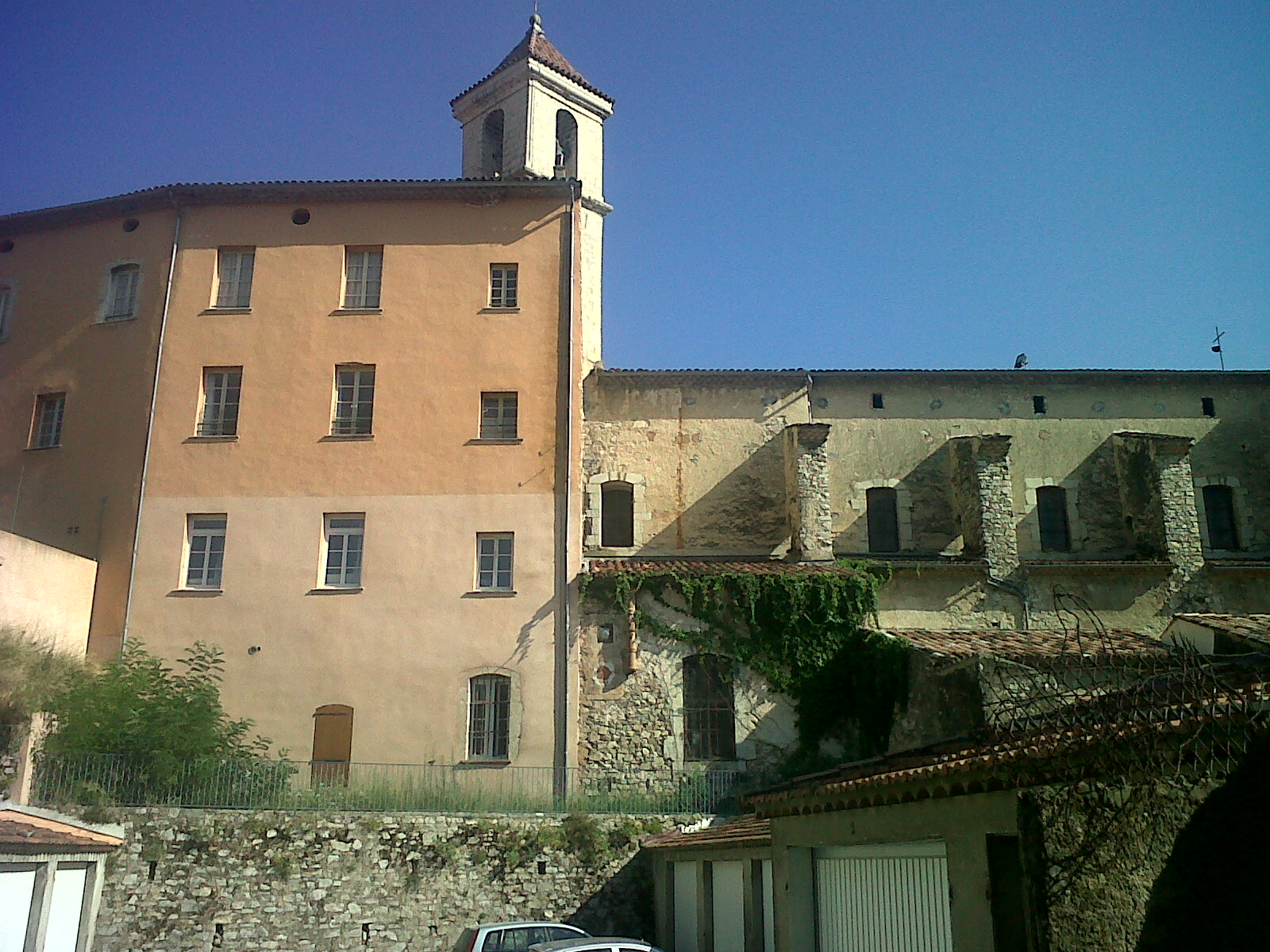
Ancien couvent et chapelle des Minimes.
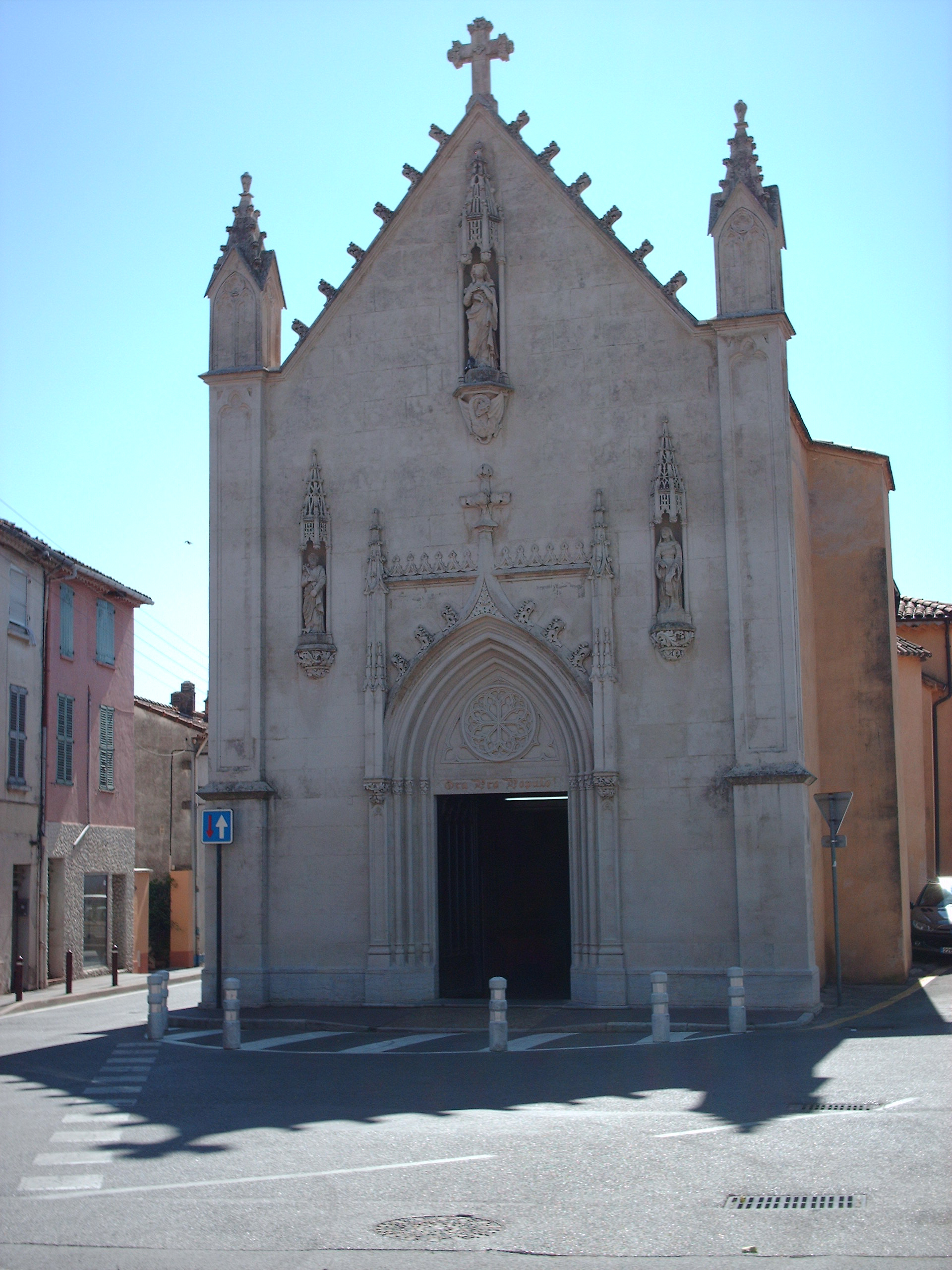
Façade de la chapelle Notre-Dame-du-Peuple.
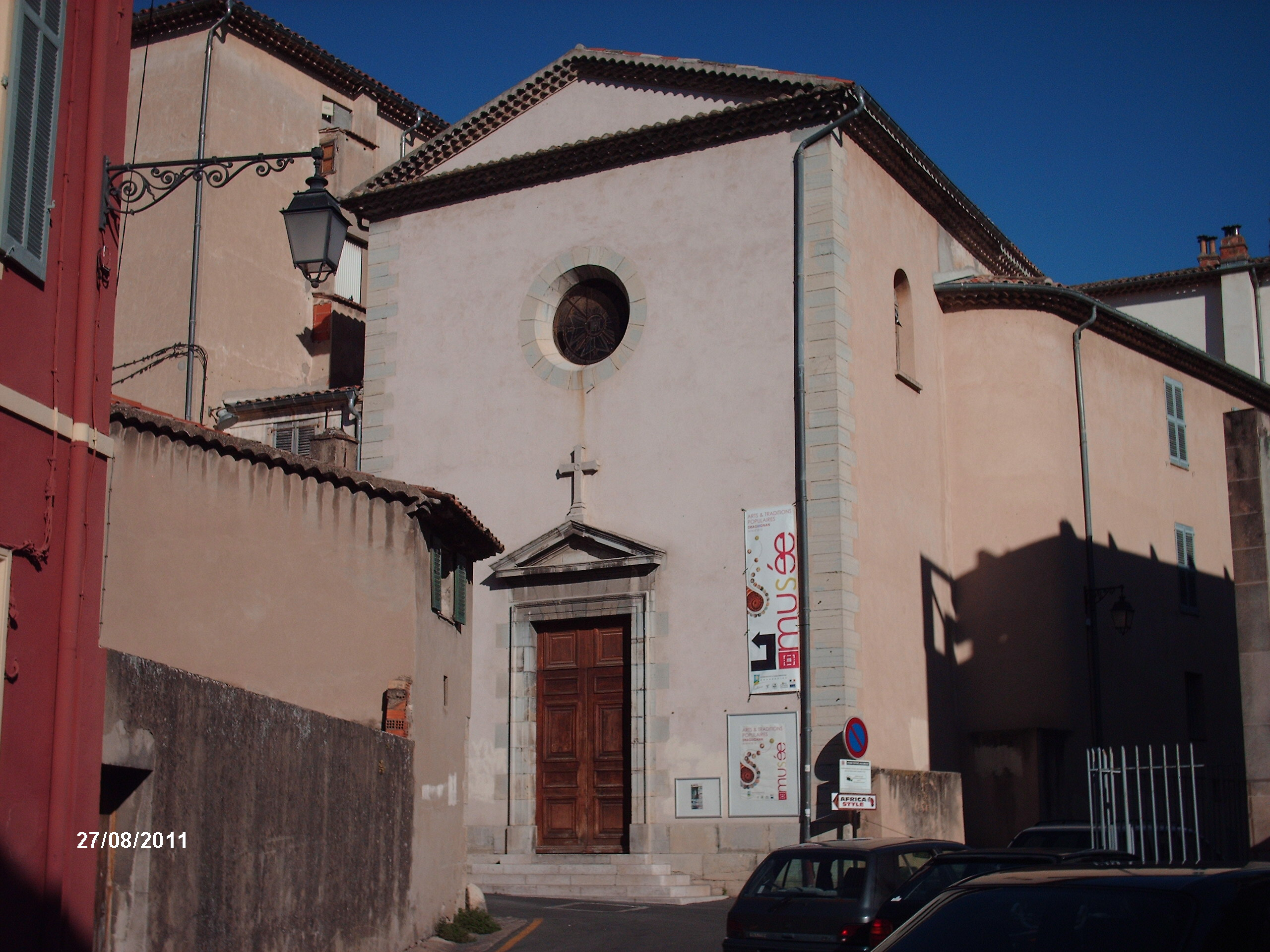
Chapelle du Bon-Pasteur.

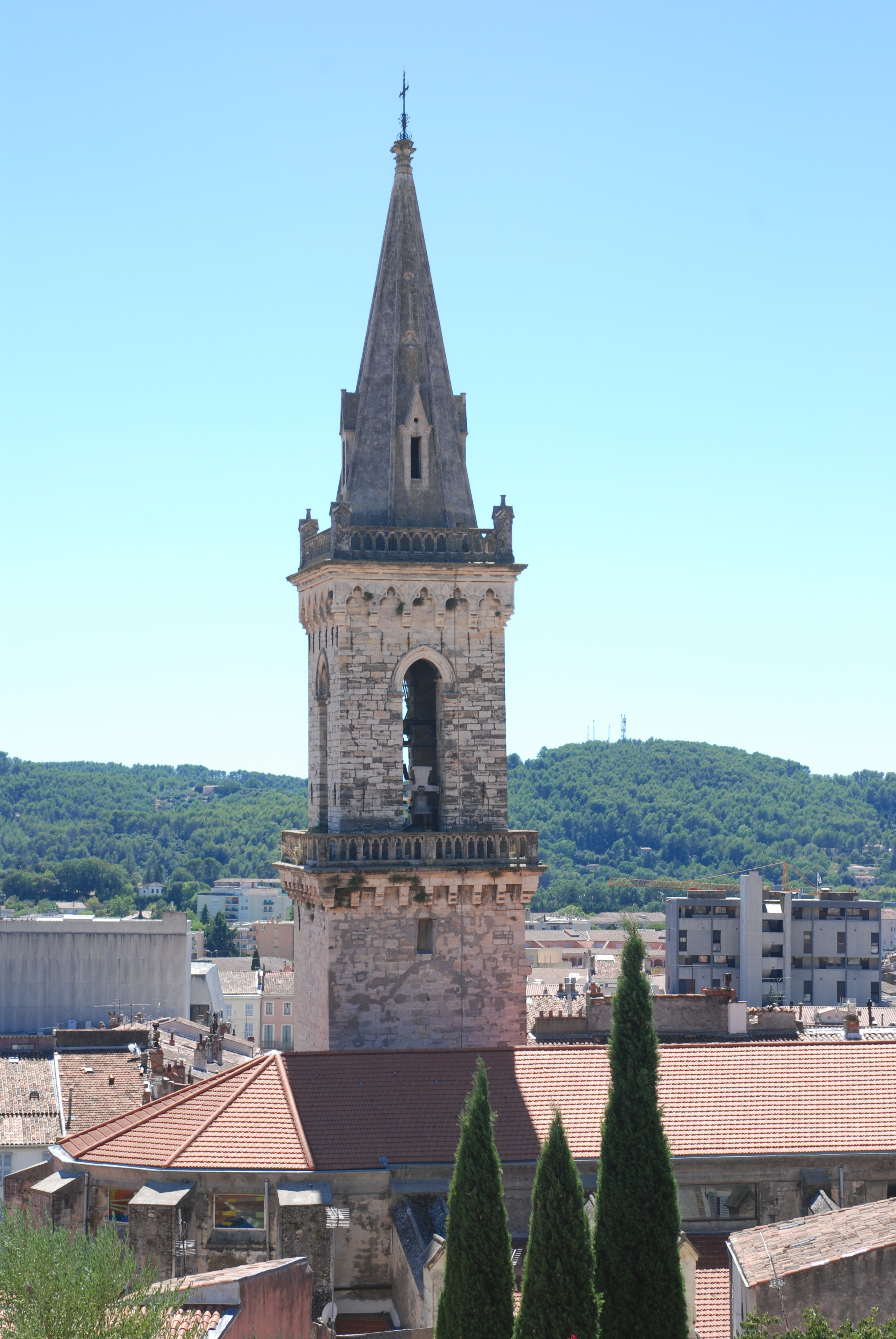
Tour de l'église Saint-Michel, Draguignan, été 2017.

Voici la liste des bâtiments subsistants et des monuments disparus ou réformés par ordre chronologique d'installation.
- La chapelle Saint-Hermentaire, classée au titre des Monuments historiques le 21 juillet 2014[102], sanctuaire dédié à saint Hermentaire, patron de la ville de Draguignan, avec les vestiges d'une villa gallo-romaine dotée de thermes (Ier siècle av. J.-C. / IIIe siècle apr. J.-C.)[103]. Les fouilles, réalisées dans l'église et le cloître en 1989 / 1990, par le professeur Yann Codou, avaient en effet révélé un ensemble monumental du VIe siècle, édifié sur des vestiges gallo-romains[104],[105].
- Première mention de la présence des bénédictins au Xe siècle, en 909 précisément, avec le don à l'abbaye de Lérins de l'église Saint-Étienne de Draguignan par les moines de l'abbaye de Cluny. Aujourd'hui s'élève à cet emplacement l'église Saint-Michel.
- L'église Sainte-Marie de Draguignan fut placée sous l'autorité des moines de l'abbaye de Lérins par une charte de l’évêque de Fréjus Bérenger en 1104[106]. Aujourd'hui, cette église n'existe plus.
- La chapelle Saint-Sauveur de Draguignan située montée de l'Horloge est une ancienne chapelle castrale datant de la fin du XIIe siècle inscrite au titre des Monuments historiques le 29 avril 1993 alors que le site est classé depuis le 30 juillet 1937[107]. Elle fut bâtie par l'Ordre de Saint-Jean de Jérusalem.
- Installation des Franciscains en 1265 là où se situe maintenant le palais de justice. Le couvent des Cordeliers se trouvait à l'actuel emplacement de l'hôtel de ville.
- Les frères ermites de Saint-Augustin semblent s'être installés en 1297 mais le couvent des Augustins, construit en 1346 et aujourd'hui disparu, se trouvait place des Augustins. On aperçoit tout de même les vestiges d'un chevet lorsqu'on observe le lieu à partir de l'impasse des Augustins.
- Arrivée des dominicains à partir de 1303. Charles II leur octroya en 1304, avec l'autorisation de Benoit XI, les biens des frères de la Pénitence situés place Claude-Gay.
- La chapelle de l'Observance[108] construite au XVIe siècle et qui est devenue un lieu d'expositions culturelles. Il s'agissait d'un couvent construit à partir de 1501 par les frères franciscains réformés de la stricte Observance (observants).
- La chapelle Notre-Dame-du-Peuple[109] construite au XVIe siècle dans le style gothique flamboyant fut agrandie par la suite et reçut sa façade au XIXe siècle. Dédiée à la Vierge qui aurait préservé la ville de la peste (pèlerinage le 8 septembre), elle renferme de nombreux ex-votos et le panneau central d'un retable de l'école niçoise des Brea (XVIe siècle) représentant une Vierge au rosaire.
- La chapelle Notre-Dame-de-Montserrat rebaptisée chapelle Saint-Alloys (Saint Éloy) au XVIIe siècle. Elle a été édifiée à partir de 1535. Occupée dans un premier temps par la confrérie des pénitents bleus (1568), par les doctrinaires (1646) puis par les minimes, elle devint succursale de l'Hôtel-Dieu en 1747 avant d'être incendiée en 1793 puis rasée. Elle se trouvait sous les allées d'Azémar[110].
- Arrivée des capucins en 1600 avec la fondation d'un couvent aux portes de la ville, chemin de Folletière. Ce couvent est devenu l'Hôtel-Dieu Saint-Jacques-et-Saint-Lazare en 1768 puis transformé en hôpital[111] à partir de 1792. Il ne s'agit plus que d'une annexe de l'hôpital.
- Les minimes de Saint François de Paule se sont établis en 1616, d'abord loin de la ville au prieuré Notre-Dame-de-Bethléem, puis sous les combles de la chapelle Notre-Dame-du-Peuple en 1638. Par la suite, ils construisent un nouvel établissement (église et couvent) au quartier des Chaudronniers entre 1706 et 1718. Il subsiste la chapelle des Minimes dans la rue du même nom.
- L'ancien couvent des ursulines[112], devenu résidence d'été des évêques de Fréjus au  XVIIIe siècle, puis musée municipal à partir de 1887.
- La présence des Visitandines est également attestée à Draguignan entre 1632 et 1792 dans le monastère de la Visitation.
- La chapelle des Frères, à l'intérieur du musée des arts et traditions populaires. C'était la chapelle privée de la famille de La Motte, assassinée durant la Terreur en 1792.
- La chapelle du Bon-Pasteur, rue Joseph-Roumanille. Construite en 1850 par l'ancienne congrégation du Bon Pasteur.
- Le temple de l'Église réformée de France, construit en 1929[113],[114].

La ville dispose de deux cimetières, l'un situé près du centre-ville, l'autre, dénommé « cimetière paysager », sur la route de la Motte, en plus du cimetière américain.

### Patrimoine environnemental
- Le jardin public dit jardin de la Gare, qui date de la fin du XIXe siècle, formé d'une terrasse en terre-plein, a été inscrit au préinventaire des jardins remarquables. Il n'appartient pas à la commune mais à Réseau Ferré de France.
- Le square situé à l'emplacement de l'ancien jardin du palais d'été de Martin du Bellay, évêque de Fréjus au XVIIIe siècle, aujourd'hui square Mozart, est inscrit au préinventaire des jardins remarquables, mais ne représente qu'une petite partie du jardin d'origine[116].
- Draguignan est le topotype pour un petit escargot endémique de France, Renea moutonii décrit en 1849.

### Musées et lieux de mémoire

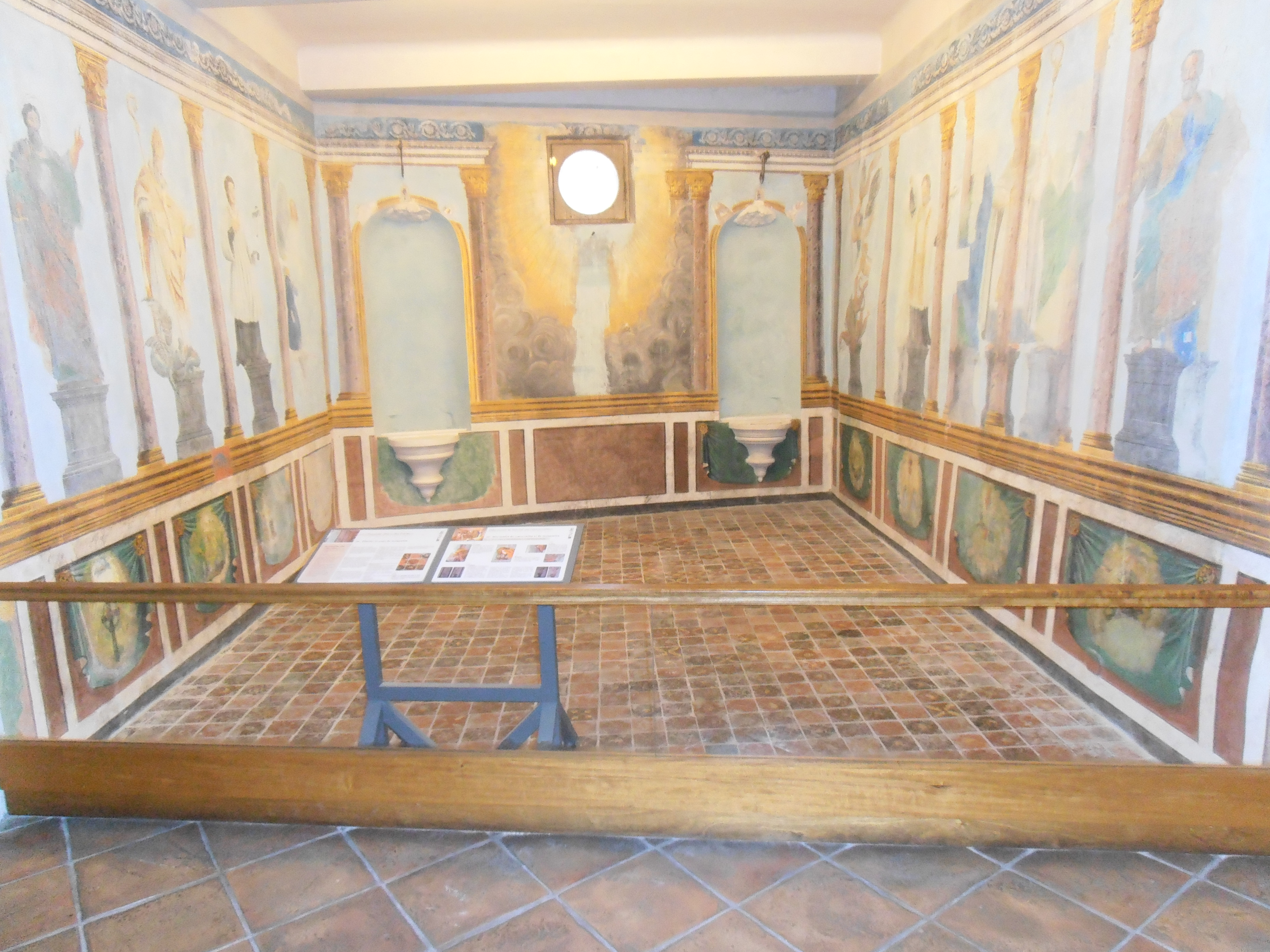
Le musée des arts et traditions populaires de Moyenne Provence : décors de la chapelle des Frères.

- Le musée municipal[117], qui occupe les locaux de l'ancien palais d'été des évêques de Fréjus construit au XVIIIe siècle[118] ;
- le musée de l'artillerie situé au sein de l'École de l'artillerie, avenue de la Grande-Armée[119] ;
- le musée des arts et traditions populaires de Moyenne Provence[120],[121] (plus communément appelé « musée des ATP » ou musée des traditions provençales)[122] ;
- le cimetière américain, lieu de mémoire unique dans le Sud-Est de la France : il commémore le débarquement allié du 15 août 1944, dénommé « opération Dragoon ». Une impressionnante carte de bronze en relief relate les opérations militaires. Le cimetière comprend 861 sépultures dont les croix et étoiles en marbre blanc indiquent la confession des défunts[123]. Appuyée contre le mur des disparus, une sculpture monumentale, L’Ange de la paix, veille sur la chapelle, qui abrite des mosaïques élaborées par l'Américain Austin Purves (en).

### Théâtre

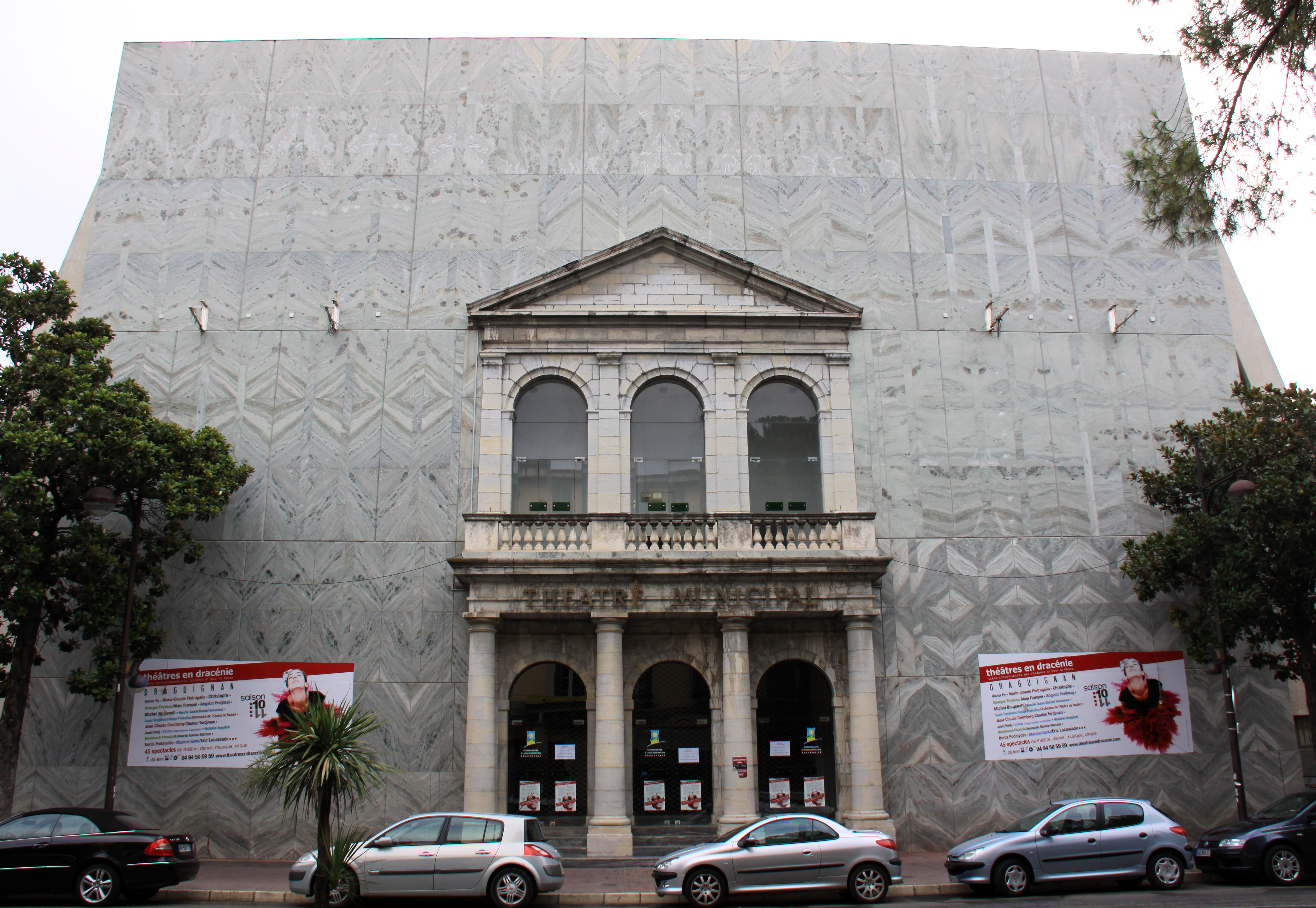
Le théâtre de Draguignan.

La ville compte depuis le XIXe siècle un théâtre municipal. Ce dernier a été démoli dans les années 1960 et agrandi, mais la façade en pierre de l'ancien théâtre a été reprise et intégrée dans la façade de la nouvelle construction.
Depuis 2001, le théâtre est géré par la communauté d'agglomération.

### Jardins partagés
La ville dispose d'un terrain, situé près du Club hippique, divisé en 22 lots. Chacun de ces lots est cultivé par une personne, bénéficiaire du RSA et inscrite auprès du CCAS, qui après culture de légumes et de fruits (y compris sous serre) peut en retirer de quoi se nourrir.

### SESA

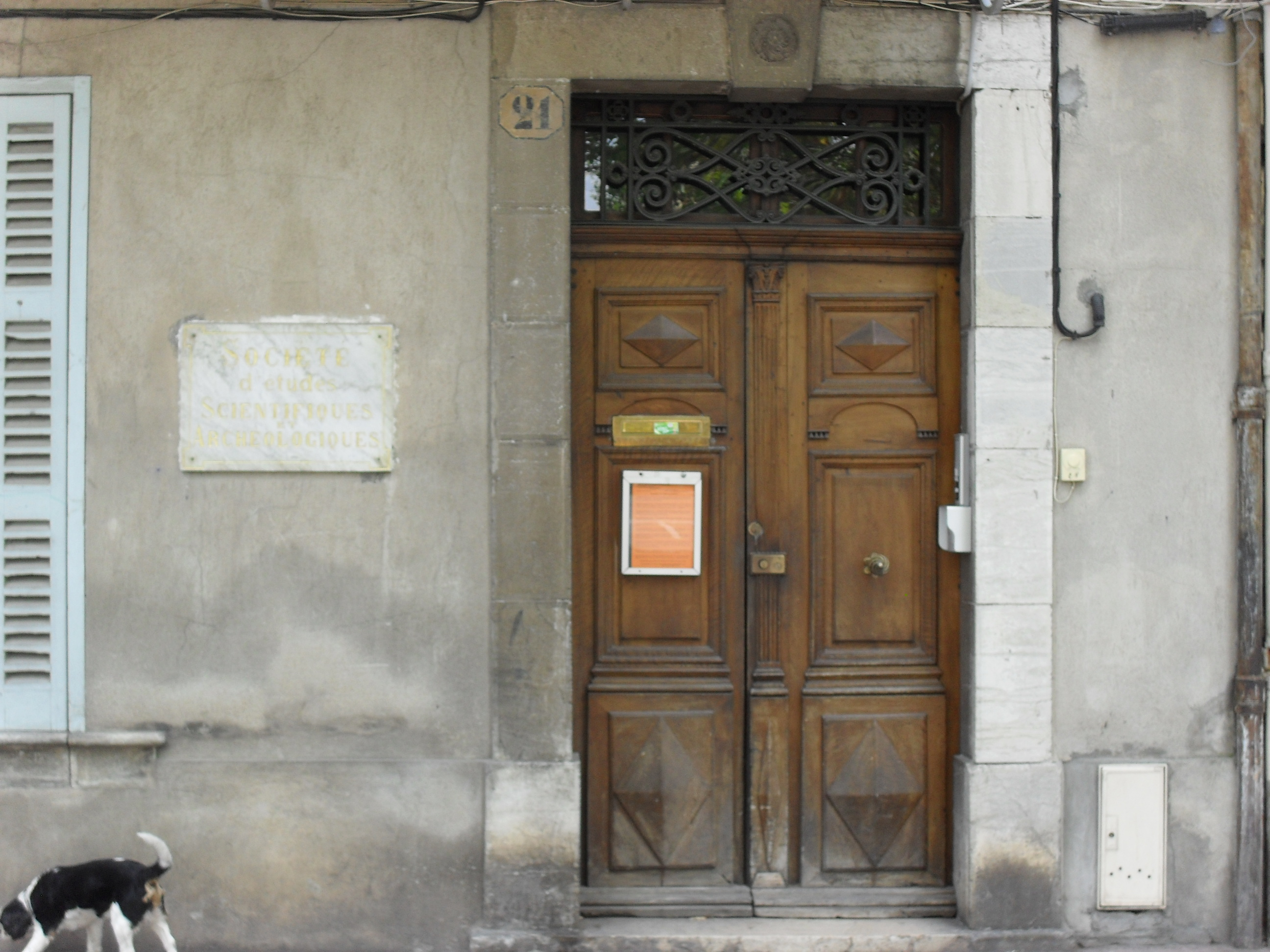
Vue de l'entrée de la SESA.

La Société d'études scientifiques et archéologiques de Draguignan et du Var (« SESA ») est une association culturelle créée le 20 août 1855 par quelques notables de Draguignan. Elle a été reconnue d'utilité publique par décret du 8 août 1876, signé par Mac Mahon. Elle est une Société savante, ayant pour objectifs l'aide à la recherche culturelle, la protection du patrimoine de Draguignan, du Var et de la Provence, la publication d'ouvrages sur ces sujets, et la gestion d'une bibliothèque datant de sa création, enrichie par l'échange et l'achat d'ouvrages. Elle est l'une des plus anciennes associations culturelles de la région Provence, après les Académies de Marseille, d'Aix-en-Provence et de Toulon.

## Personnalités liées à la commune

### Personnalités nées à Draguignan

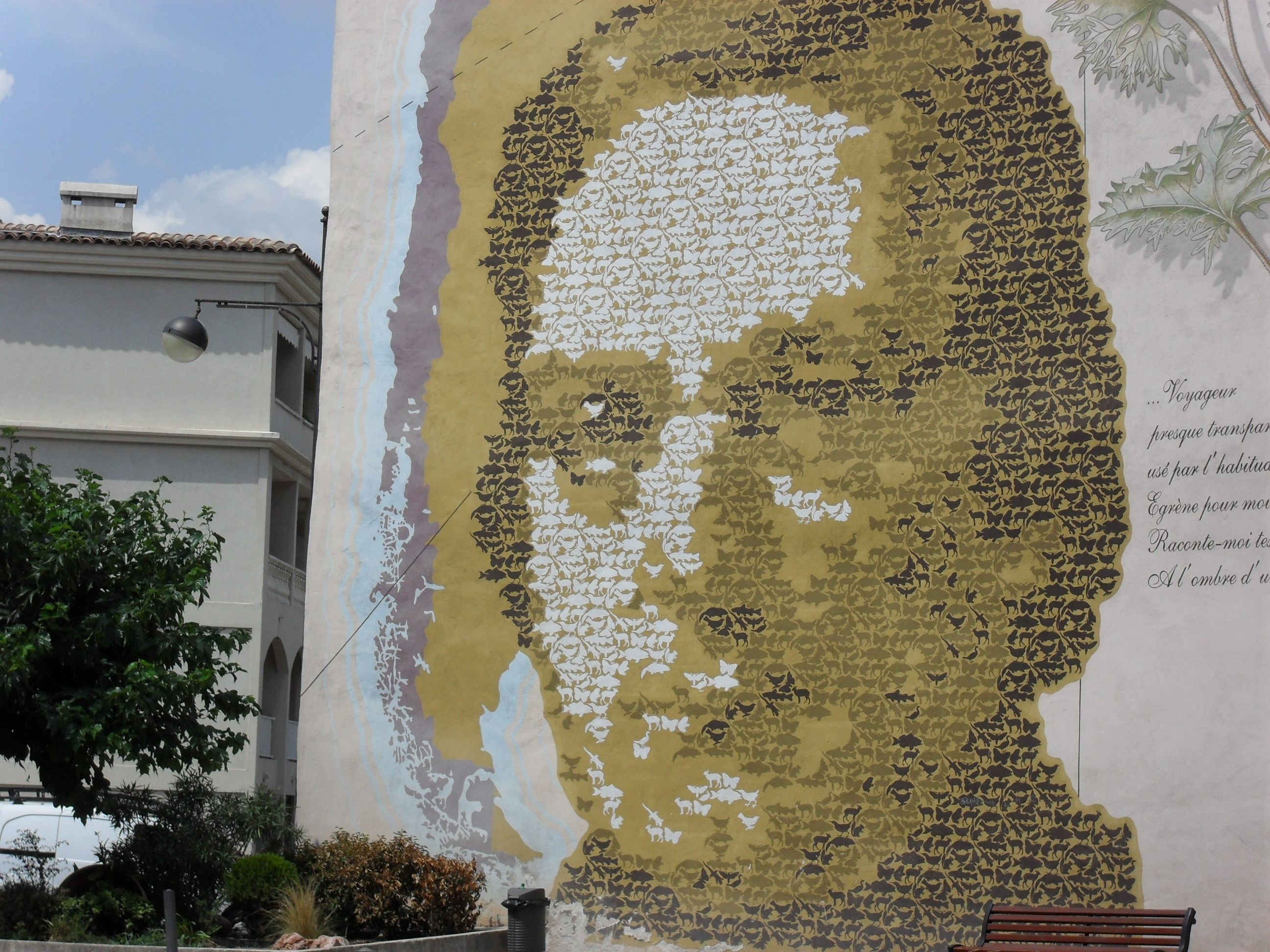
Portrait de Claude Gay à l'angle de la place Claude-Gay, fresque réalisée par l'artiste peintre Vincent Fichaux en 2004.

- Pierre-Jean de Boyer d'Éguilles (1682-1757), homme politique
- Etienne de Berlier-Tourtour (1743-1827), maire de Draguignan (an III et 1813), conseiller général du Var, président du conseil général du Var
- François-Augustin de Berlier-Tourtour (1748-1832), participe à la guerre d'indépendance américaine comme officier d'artillerie, maire d'Eyguières.
- Jacques de Lombard-Taradeau (1750-1821), homme politique, député du Tiers état en 1789, puis député du Var de 1802 à 1807.
- Honoré Muraire (1750-1837), haut magistrat et personnage de la Révolution française
- Jacques Bernard Bernard (1774-1852), général des armées de la République et de l'Empire, né à Draguignan et décédé à Paris.
- Augustin Alleman, (1797-1872), député du Var de 1848 à 1849.
- Claude Gay, (1800-1873), botaniste et explorateur[127]
- Césarie Gensollen (1802-1875), écrivain, connue sous le nom de Césarie Farrenc
- Abel Douay (1809-1870), général d'infanterie, mort sur le champ de bataille lors de la guerre de 1870
- Pierre Clément (1809-1870), historien et érudit
- Hippolyte Mège-Mouriès (1817-1880), pharmacien, inventeur de la margarine
- Frédéric Mireur (1834-1919), historien et archiviste
- Auguste Serraillier (1840-1873), révolutionnaire
- Frejol (1871-1953), chanteur de café-concert
- Louis Aublant (1890-1981), médecin militaire et homme politique
- Lily Pons (1898-1976), chanteuse lyrique soprano
- Paul-Jean Roquère (1916-1943), officier pilote du Groupe de bombardement Lorraine, Compagnon de la Libération, mort le 15 mars 1943 dans le naufrage du Empress of Canada.
- Jean-Jacques Prado (1917-2011), historien français
- Alain Connes (1947-…), mathématicien illustre et médaille Fields
- Richard Mille (1951-...),  industriel français de l'horlogerie et cofondateur de la marque de montres patronymique.
- Herlé (1958-…), dessinateur et scénariste de bande dessinée
- Corinne Benintendi (1963-...), entraîneur et ancienne joueuse de basket-ball (meilleure joueuse française en 1995 et 1996).
- Bruno Falba (1966-…), écrivain, dialoguiste et scénariste de bande dessinée
- Virginie Teychené (1972-...) Artiste de Jazz
- Michaël Fabre (1984-…), footballeur
- Nicolas Agnesi (1988-…), joueur de rugby à XV
- Charlotte Morel (1989-…), triathlète
- Gautier Paulin (1990-…), pilote de motocross français qui participe actuellement au Championnat du monde de motocross MX1.
- Delfine Rouffignac (1991-…), actrice

### Personnalités décédées à Draguignan
Classement par année de décès
- Édouard Jauffret (1900-1945), inspecteur d'académie et auteur de romans scolaires
- Henri Mulet (1878 - 1967) organiste, compositeur
- Olivier Pettit (1918-1979), sculpteur et céramiste
- Georges Thill (1897-1984), ténor français célèbre
- Michel Constantin (1924-2003), acteur de cinéma
- Jean-Marie Auberson (1920-2004), chef d'orchestre et violoniste
- Michel Lafourcade (1941-2006), colonel de sapeurs-pompiers
- Raymond Boyer (1925-2011), ecclésiastique, archéologue, chercheur et érudit provençal
- Christopher Tolkien (1924-2020), écrivain et troisième fils de l'auteur britannique JRR Tolkien
- Ronald Searle, illustrateur.

### Personnalités ayant étudié à Draguignan
- Louis Moréri (1643-1680), encyclopédiste et érudit, étudiant à Draguignan.
- Gustave Ferrié (1868-1932), général, pionnier de la radiotélégraphie, lycéen à Draguignan.
- Philippe Séguin (1943-2010), haut fonctionnaire et homme politique, étudiant à l'école normale d'instituteurs du Var.
- Beppo (1943-…), sculpteur, lycéen à Draguignan.
- Olivier Sitruk (1970-...), comédien et producteur, collégien et lycéen à Draguignan.
- Cyprien Iov (1989-...), blogueur, podcasteur et animateur français, lycéen à Draguignan.

### Personnalités politiques de Draguignan
- Pierre Melchior d'Adhémar (ou d'Adhémar) (1740-1821), préfet du Var.
- Maximin Isnard (1755-1825), parfumeur, homme politique de la Révolution française, député de Draguignan.
- Louis Jean-Baptiste Le Clerc (1758-1792), comte de Lassigny, élu député de la noblesse aux États généraux par la sénéchaussée de Draguignan.
- Baron Georges Eugène Haussmann (1809-1891), préfet du Var (Draguignan, 24 janvier 1849 - 11 mai 1850).
- Émile Ollivier (1825-1913), homme politique du Second Empire, président du conseil, député de Draguignan.
- Georges Clemenceau (1841-1929), homme politique radical-socialiste de la IIIe République, président du conseil, ministre, député puis sénateur de Draguignan.
- Joseph Collomp (1865-1946), homme politique socialiste de la IIIe République, député-maire de Draguignan, vice-président du conseil général du Var.
- Édouard Soldani (1911-1996), homme politique socialiste, sénateur-maire de Draguignan, président du conseil général du Var.
- Olivier Audibert-Troin (1960-…), homme politique Les Républicains, conseiller municipal d'opposition à Draguignan et ancien président de la Communauté d'agglomération dracénoise.

### Personnalités diverses ayant vécu à Draguignan
- Jean-François Nicot (1828-1903), pédagogue français, a vécu à Draguignan où il a été Directeur de l'école normale de 1870 à 1876.
- Violette Bouyer-Karr (1875-1975), écrivaine et journaliste française, petite-fille du compositeur Henri Karr, sœur de la journaliste féministe Carme Karr et nièce du romancier Alphonse Karr, a passé sa vie à Claviers[128].

### Symboles: devise, blasonnement et toponymie

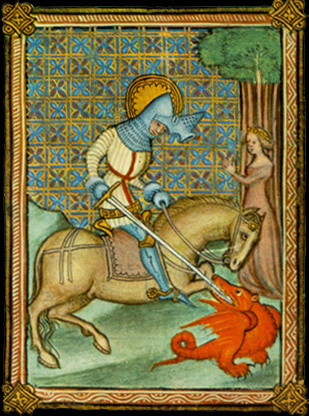
Saint Georges tuant le dragon, enluminure médiévale, deuxième moitié du.

#### Devise
La devise latine de Draguignan est : Alios nutrio, meos devoro (je nourris les autres, je dévore les miens).

#### Blasonnement
|  | Les armoiries de Draguignan se blasonnent ainsi : Malte-Brun, dans la France illustrée, tome V (1884), rapporte deux blasonnements : De gueules, au dragon d'argent. D'argent, à un dragon de sinople. avec cette devise : Alios Nutrio, meos devoro. (je nourris les autres, je dévore les miens) |